# Serena Williams
Serena Jameka Williams (Saginaw, Michigan, Estats Units, 26 de setembre de 1981) és una jugadora de tennis dels Estats Units retirada. Reconeguda com una de les millors tennistes de la història ja que va ser número 1 del rànquing mundial durant 319 setmanes (tercer millor registre de la història) i va completar el Golden Slam individual i en dobles femenins (tots quatre títols de Grand Slam més la medalla d'or olímpica), la segona tennista en aconseguir aquesta fita darrera Steffi Graf i la primera en aconseguir-ho en dues modalitats. És la germana petita de la jugadora i també ex número 1, Venus Williams, amb qui manté una gran rivalitat en la categoria individual i amb qui forma parella en dobles.
Va acumular 23 títols de Grand Slam en individuals, 14 en dobles femenins i 2 en dobles mixts amb un total de 39, per la qual cosa és una de les millors jugadores de la història. També va aconseguir quatre medalles d'or en els Jocs Olímpics, una individual (2012) i tres en categoria de dobles (2000, 2008, i 2012), formant parella amb la seva germana. La seva germana també havia aconseguit la medalla d'or olímpica individual en el 2000 i esdevingueren les primeres tennistes a aconseguir quatre medalles d'or olímpiques.
Va guanyar un total de 73 títols individuals i 23 en dobles femenins, pràcticament sempre amb la seva germana. Aquests resultats li van permetre ser la millor tennista del rànquing individual al final de les temporades 2002, 2009, 2013, 2014 i 2015. En dobles també va ser número u junt a la seva germana durant unes setmanes. En dobles va formar una parella molt dominant ja que va disputar un total de 23 finals i només van cedir en una. També va formar part de l'equip estatunidenc de la Fed Cup en diverses ocasions i va participar en la consecució del títol l'any 1999.
L'any 1999 va aconseguir el seu primer Grand Slam a l'edat de 17 anys. Entre els anys 2002 i 2003, va guanyar els quatre Grand Slams, una fita sense precedents des que ho aconseguí Graf nou anys abans. Arran d'aquesta destacada actuació, ocupà el primer lloc del rànquing mundial WTA durant 57 setmanes consecutives. Fou relativament irregular entre 2004 a 2007 a causa de les lesions i la falta de motivació. Va retrobar-se amb l'elit en dues ocasions posteriorment, al setembre de 2008 i febrer de 2009, guanyant de nou dos Grand Slam (l'Open dels Estats Units i després l'Obert d'Austràlia). Va guanyar després l'Obert d'Austràlia i Wimbledon del 2010. L'any 2012 va guanyar la medalla d'or als Jocs Olímpics de Londres per completar el Golden Slam, igual que Graf. El seu rendiment durant la temporada 2013 fou extraordinària guanyant un total d'onze títols individuals amb dos Grand Slams i la Copa Masters femenina, que li van permetre recuperar el número 1 novament i polvoritzar el rècord de guanys econòmics en un any per una tennista superant els 12 milions de dòlars. En categoria individual ha guanyat cada torneig de Grand Slam almenys en tres ocasions.

## Biografia
Serena Williams va néixer a Saginaw, Michigan, filla de Richard Williams i Oracene Price. La petita de cinc germanes: tres germanastres Yetunde, Lyndrea, Isha i germana natural Venus (també tennista professional). Encara petites, la família es va traslladar a Compton, Califòrnia, on Serena va començar a jugar a tennis amb cinc anys. El seu pare va començar a entrenar-la junt amb la seva germana Venus i des de llavors han seguit sota les ordres dels seus pares.
Quan tenia nou anys, la família Williams es va traslladar a West Palm Beach per assistir a l'acadèmia de tennis de Rick Macci. Malgrat que no estava d'acord amb els mètodes del seu pare, Macci es va adonar del talent excepcional que tenien les dues germanes i va col·laborar en el seu entrenament. El 1995, el seu pare va decidir abandonar l'acadèmia de Macci i es va emportar les seves filles per realitzar els entrenaments a casa seva.
Es coneixen diverses relacions sentimentals com el director de cinema Brett Ratner, l'actor Jackie Long i el raper Common. Just abans d'acabar 2016 va fer públic que estava promesa amb Alexis Ohanian, cofundador del lloc web Reddit. A l'abril de l'any següent van anunciar que Serena estava embarassada per a finals d'estiu, de manera que va guanyar l'Open d'Austràlia estant embarassada. La parella es va casar el 16 de novembre de 2017 a Nova Orleans, en una cerimònia a la qual van assistir molts famosos. La primera filla Alexis Olympia Ohanian Jr. va néixer l'1 de setembre de 2017, i la segona, Adira River Ohanian, va néixer a l'agost de 2023.
Inicialment vestia roba de la marca Puma, amb la qual va tenir una línia de roba esportiva especial. L'any 2004 va signar amb Nike un contracte milionari i des de llavors vesteix aquesta marca. També té la seva pròpia línia de disseny anomenada "Aneres" (el seu nom al revés). El 2009 va llançar una col·lecció de bosses i joieria.
L'abril de 2015 va esdevenir la primera esportista de raça negra en ser portada de la revista Vogue.
L'any 2021 es va estrenar una pel·lícula biogràfica, King Richard, que ressegueix els seus inicis com a tennista i els de la seva germana Venus, sempre sota la fèrria supervisió del seu pare, Richard Williams.

## Torneigs de Grand Slam

### Individual: 33 (23−10)
| Resultat  | Núm. | Any  | Torneig              | Oponent             | Marcador         |
| --------- | ---- | ---- | -------------------- | ------------------- | ---------------- |
| Campiona  | 1.   | 1999 | US Open              | Martina Hingis      | 6−3, 7−6(4)      |
| Finalista | 1.   | 2001 | US Open              | Venus Williams      | 2−6, 4−6         |
| Campiona  | 2.   | 2002 | Roland Garros        | Venus Williams      | 7−5, 6−3         |
| Campiona  | 3.   | 2002 | Wimbledon            | Venus Williams      | 7−6(4), 6−3      |
| Campiona  | 4.   | 2002 | US Open (2)          | Venus Williams      | 6−4, 6−3         |
| Campiona  | 5.   | 2003 | Open d'Austràlia     | Venus Williams      | 7−6(4), 3−6, 6−4 |
| Campiona  | 6.   | 2003 | Wimbledon (2)        | Venus Williams      | 4−6, 6−4, 6−2    |
| Finalista | 2.   | 2004 | Wimbledon            | Maria Xaràpova      | 1−6, 4−6         |
| Campiona  | 7.   | 2005 | Open d'Austràlia (2) | Lindsay Davenport   | 2−6, 6−3, 6−0    |
| Campiona  | 8.   | 2007 | Open d'Austràlia (3) | Maria Xaràpova      | 6−1, 6−2         |
| Finalista | 3.   | 2008 | Wimbledon (2)        | Venus Williams      | 5−7, 4−6         |
| Campiona  | 9.   | 2008 | US Open (3)          | Jelena Janković     | 6−4, 7−5         |
| Campiona  | 10.  | 2009 | Open d'Austràlia (4) | Dinara Safina       | 6−0, 6−3         |
| Campiona  | 11.  | 2009 | Wimbledon (3)        | Venus Williams      | 7−6(3), 6−2      |
| Campiona  | 12.  | 2010 | Open d'Austràlia (5) | Justine Henin       | 6−4, 3−6, 6−2    |
| Campiona  | 13.  | 2010 | Wimbledon (4)        | Vera Zvonariova     | 6−3, 6−2         |
| Finalista | 4.   | 2011 | US Open (2)          | Samantha Stosur     | 2−6, 3−6         |
| Campiona  | 14.  | 2012 | Wimbledon (5)        | Agnieszka Radwańska | 6−1, 5−7, 6−2    |
| Campiona  | 15.  | 2012 | US Open (4)          | Viktória Azàrenka   | 6−2, 2−6, 7−5    |
| Campiona  | 16.  | 2013 | Roland Garros (2)    | Maria Xaràpova      | 6−4, 6−4         |
| Campiona  | 17.  | 2013 | US Open (5)          | Viktória Azàrenka   | 7−5, 6−7(6), 6−1 |
| Campiona  | 18.  | 2014 | US Open (6)          | Caroline Wozniacki  | 6−3, 6−3         |
| Campiona  | 19.  | 2015 | Open d'Austràlia (6) | Maria Xaràpova      | 6−3, 7−6(5)      |
| Campiona  | 20.  | 2015 | Roland Garros (3)    | Lucie Šafářová      | 6−3, 6−7(2), 6−2 |
| Campiona  | 21.  | 2015 | Wimbledon (6)        | Garbiñe Muguruza    | 6−4, 6−4         |
| Finalista | 5.   | 2016 | Open d'Austràlia     | Angelique Kerber    | 4−6, 6−3, 4−6    |
| Finalista | 6.   | 2016 | Roland Garros        | Garbiñe Muguruza    | 5−7, 4−6         |
| Campiona  | 22.  | 2016 | Wimbledon (7)        | Angelique Kerber    | 7−5, 6−3         |
| Campiona  | 23.  | 2017 | Open d'Austràlia (7) | Venus Williams      | 6−4, 6−4         |
| Finalista | 7.   | 2018 | Wimbledon (3)        | Angelique Kerber    | 3−6, 3−6         |
| Finalista | 8.   | 2018 | US Open (3)          | Naomi Osaka         | 2−6, 4−6         |
| Finalista | 9.   | 2019 | Wimbledon (4)        | Simona Halep        | 2−6, 2−6         |
| Finalista | 10.  | 2019 | US Open (4)          | Bianca Andreescu    | 3−6, 5−7         |

### Dobles femenins: 14 (14−0)
| Resultat | Núm. | Any  | Torneig              | Parella        | Oponents                          | Marcador      |
| -------- | ---- | ---- | -------------------- | -------------- | --------------------------------- | ------------- |
| Campiona | 1.   | 1999 | Roland Garros        | Venus Williams | Martina Hingis Anna Kúrnikova     | 6−3, 6−7, 8−6 |
| Campiona | 2.   | 1999 | US Open              | Venus Williams | Chanda Rubin Sandrine Testud      | 4−6, 6−1, 6−4 |
| Campiona | 3.   | 2000 | Wimbledon            | Venus Williams | Julie Halard-Decugis Ai Sugiyama  | 6−3, 6−2      |
| Campiona | 4.   | 2001 | Open d'Austràlia     | Venus Williams | Lindsay Davenport Corina Morariu  | 6−2, 2−6, 6−4 |
| Campiona | 5.   | 2002 | Wimbledon (2)        | Venus Williams | Virginia Ruano Paola Suárez       | 6−2, 7−5      |
| Campiona | 6.   | 2003 | Open d'Austràlia (2) | Venus Williams | Virginia Ruano Paola Suárez       | 4−6, 6−4, 6−3 |
| Campiona | 7.   | 2008 | Wimbledon (3)        | Venus Williams | Lindsay Davenport Samantha Stosur | 6−2, 6−2      |
| Campiona | 8.   | 2009 | Open d'Austràlia (3) | Venus Williams | Daniela Hantuchová Ai Sugiyama    | 6−3, 6−3      |
| Campiona | 9.   | 2009 | Wimbledon (4)        | Venus Williams | Samantha Stosur Rennae Stubbs     | 7−6(4), 6−4   |
| Campiona | 10.  | 2009 | US Open              | Venus Williams | Cara Black Liezel Huber           | 6−2, 6−2      |
| Campiona | 11.  | 2010 | Open d'Austràlia (4) | Venus Williams | Cara Black Liezel Huber           | 6−4, 6−3      |
| Campiona | 12.  | 2010 | Roland Garros (2)    | Venus Williams | Květa Peschke Katarina Srebotnik  | 6−2, 6−3      |
| Campiona | 13.  | 2012 | Wimbledon (5)        | Venus Williams | Andrea Hlavacková Lucie Hradecká  | 7−5, 6−4      |
| Campiona | 14.  | 2016 | Wimbledon (6)        | Venus Williams | Timea Babos Iaroslava Xvédova     | 6−3, 6−4      |

### Dobles mixts: 4 (2−2)
| Resultat  | Núm. | Any  | Torneig          | Parella    | Oponents                        | Marcador         |
| --------- | ---- | ---- | ---------------- | ---------- | ------------------------------- | ---------------- |
| Finalista | 1.   | 1998 | Roland Garros    | Luis Lobo  | Venus Williams Justin Gimelstob | 4−6, 4−6         |
| Campiona  | 1.   | 1998 | Wimbledon        | Maks Mirni | Mirjana Lučić Mahesh Bhupathi   | 6−4, 6−4         |
| Campiona  | 2.   | 1998 | US Open          | Maks Mirni | Lisa Raymond Patrick Galbraith  | 6−2, 6−2         |
| Finalista | 2.   | 1999 | Open d'Austràlia | Maks Mirni | Mariaan de Swardt David Adams   | 4−6, 6−4, 6−7(5) |

## Jocs Olímpics

### Individual
| Any  | Campionat                          | Oponent        | Resultat |
| ---- | ---------------------------------- | -------------- | -------- |
| 2012 | Jocs Olímpics, Londres, Regne Unit | Maria Xaràpova | 6−0, 6−1 |

### Dobles femenins
| Any  | Campionat                          | Parella        | Oponents                                       | Resultat |
| ---- | ---------------------------------- | -------------- | ---------------------------------------------- | -------- |
| 2000 | Jocs Olímpics, Sydney, Austràlia   | Venus Williams | Kristie Boogert Miriam Oremans                 | 6−1, 6−1 |
| 2008 | Jocs Olímpics, Pequín, Xina        | Venus Williams | Anabel Medina Garrigues Virginia Ruano Pascual | 6−2, 6−0 |
| 2012 | Jocs Olímpics, Londres, Regne Unit | Venus Williams | Andrea Hlavácková Lucie Hradecká               | 6−4, 6−4 |

## Carrera esportiva

### Inicis (1995-2005)

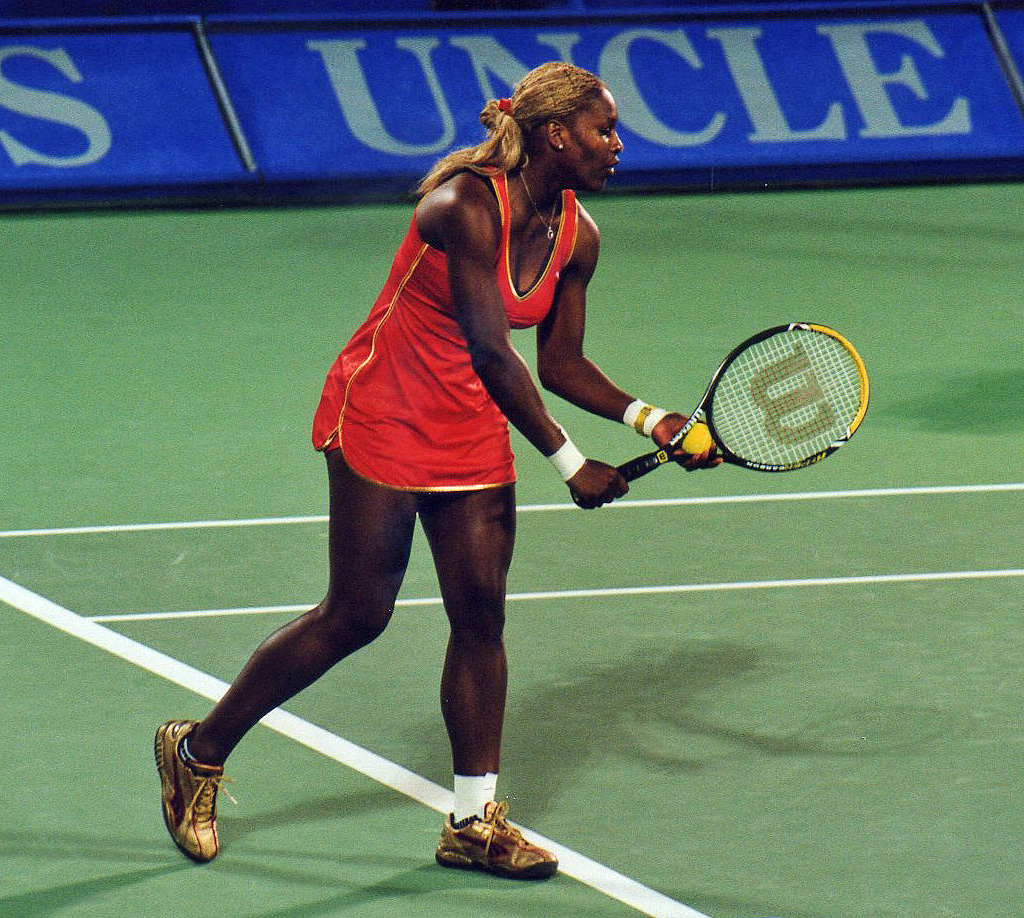
Williams a Sydney (2002).

El seu debut com a professional es va produir el setembre de 1995 a Quebec amb només 13 anys, on va disputar la primera ronda de qualificació i va perdre davant Annie Miller. Tanmateix, durant el 1996 no va disputar cap partit del circuit WTA i no va tornar fins a la primavera de 1997. Va disputar diversos torneigs partint de la fase de qualificació i no va avançar fins a un quadre principal fins al torneig de Moscou, on va perdre en primera ronda davant Kimberly Po-Messerli. En el següent torneig disputat a Chicago, on fou invitada per falta de rànquing, va aconseguir la primera victòria davant Elena Likhovtseva sent la número 304 del rànquing individual. Ja en aquest torneig va imposar-se a Mary Pierce i Monica Seles, números 7 i 4 del rànquing respectivament. Va esdevenir la tennista amb menys rànquing de l'Era Open en guanyar dues tennistes Top 10 en un mateix torneig. Finalment va caure a semifinals davant Lindsay Davenport, número 5. Gràcies a aquesta destacada actuació a Chicago va escalar a la posició 99 del rànquing, de manera que en el primer any al circuit ja va acabar dins el Top 100. En dobles va disputar tres torneigs junt a la seva germana, destacant el seu primer partit de Grand Slam on van caure, i les semifinals a Chicago.
El primer torneig de la temporada 1998 fou a Sydney, on partint també de la fase prèvia va arribar a semifinals venjant-se de Davenport (3a del rànquing) a quarts. A semifinals fou vençuda per la catalana Arantxa Sánchez Vicario. El seu debut en un Grand Slam fou a l'Open d'Austràlia on va vèncer el primer partit però va caure a segona ronda davant la seva germana Venus. En la resta de Grand Slams va arribar a quarta ronda a Roland Garros i a tercera ronda a Wimbledon i al US Open. En els sis torneigs restants que va disputar va arribar a quarts de final, i en dos d'ells va caure davant la número 1 Martina Hingis. Va acabar la temporada com a número 20 del rànquing individual. En dobles va disputar nou torneigs junt a la seva germana arribant a tercera ronda a l'Open d'Austràlia i aconseguint els dos primers títols de la seva carrera a Oklahoma City i Zuric. De fet van esdevenir la tercera parella de germanes en guanyar un títol WTA. El més destacat de l'any però fou el seu rendiment en dobles mixts, on malgrat caure a primera ronda de l'Open d'Austràlia junt a Lleyton Hewitt, fou finalista a Roland Garros junt a Luis Lobo i va guanyar els títols de Wimbledon i US Open amb Maks Mirni com a parella. Com a curiositat, entre les dues germanes Williams van guanyar els quatre torneigs de Grand Slam en dobles mixts. A final de temporada fou guardonada amb el premi de tennista revelació de l'any succeint a la seva germana.

### Top 10 (1999−2001)
La temporada 1999 va començar amb la tercera ronda a l'Open d'Austràlia derrotada per Sandrine Testud, però en dobles mixtos va disputar la final amb Mirnyi, però en aquesta ocasió no es van poder endur el títol. Poc després va disputar la primera final individual de la seva carrera i també va aconseguir el títol a París contra la tennista local Amélie Mauresmo, que venia de ser finalista a l'Open d'Austràlia. Casualment, la seva germana va guanyar a Oklahoma City el mateix dia, la primera vegada a la història que dues germanes guanyaven un torneig la mateixa setmana. Els èxits no van acabar aquí i un mes després es va endur el títol a Indian Wells, de categoria Tier I, superant a la número 7 Steffi Graf en la final. El següent torneig a Miami, també Tier I, va superar Hingis, número 1 del rànquing, a semifinals però no va poder fer el mateix amb la seva germana Venus en la final. Aquest fet va significar la primera final de la història de la WTA que disputaven dues germanes. Aquests resultat li van permetre entrar per primera vegada al Top 10 situant-se en novè lloc. Seguidament fou quartfinalista als importants torneigs de Roma i Berlín. En el Roland Garros tampoc va passar de tercera ronda vençuda per Mary Joe Fernandez però en dobles es van endur el títol junt a la seva germana. A causa d'una lesió no va poder disputar el torneig de Wimbledon i va tornar per disputar una eliminatòria de Fed Cup. Seguidament va guanyar el torneig de Los Angeles derrotant a Hingis a semifinals i Julie Halard-Decugis en la final. Seguint amb la seva evolució, el primer gran èxit individual de la seva carrera va arribar al US Open, on sent setena cap de sèrie va derrotar Seles (núm. 4), Davenport (núm. 2) i Hingis (núm. 1) per esdevenir la segona tennista afroamericana (després d'Althea Gibson el 1958) en guanyar un torneig de Grand Slam. A més va fer doblet amb el títol de dobles junt a la seva germana. Per acabar la magnífica temporada, Williams va col·laborar en la victòria dels Estats Units a la Fed Cup contra Rússia i també es va imposar en la final de la Grand Slam Cup celebrada a Múnic, derrotant a la seva germana en la final. En tot just el seu segon any complet al circuit, Serena Williams va acabar en la quarta posició del rànquing individual.
Williams va començar l'any 2000 arribant a quarta ronda de l'Open d'Austràlia superada per Likhovtseva. No va aconseguir defensar els títols de París i Indian Wells però si es va imposar en l'última edició del torneig de Hannover. Es va perdre el Roland Garros a causa d'una lesió i va retornar a circuit per disputar el Grand Slam de Wimbledon, on va perdre amb la seva germana a semifinals, que després s'imposaria en la final. Ambdues es van imposar en la final de dobles. Posteriorment va defensar amb èxit el títol de Los Angeles superant a les dues primeres tennistes del rànquing. Seguidament va arribar a la final de Mont-real però no la va poder disputar a causa d'una lesió. Una gran decepció fou que va ser eliminada a quarts de final del US Open per Davenport i no va poder defensar el títol. Posteriorment va participar en els Jocs Olímpics de Sydney on va aconseguir la medalla d'or a la final de dobles fent parella amb la seva germana. Abans d'acabar l'any va guanyar el tercer títol de l'any a Tòquio, acabant finalment en la sisena posició del rànquing individual.
A principi de la temporada 2001 va patir dues derrotes contra Hingis a Sydney i a l'Open d'Austràlia. Tanmateix, amb la seva germana es van imposar en dobles femenins completant el "Golden Slam" durant la carrera, és a dir, guanyar els quatre Grand Slams i la medalla d'or olímpica durant la seva trajectòria tennística, esdevenint també la cinquena parella en tota la història en guanyar els quatre Grand Slams. Seguidament es va imposar en la final d'Indian Wells derrotant a Kim Clijsters en la final. Això no obstant, aquesta victòria fou entelada pel comportament del públic vers ella i la seva família perquè es van enfurismar quan Venus va renunciar a disputar les semifinals contra Serena poc abans de l'inici del partit i els van acusar d'arreglar els partits. Des de llavors, ambdues germanes han renunciat sempre a participar en aquest torneig declarant un boicot a la seva organització. Posteriorment va encadenar tres derrotes en quarts de final contra Jennifer Capriati als torneigs de Miami, Roland Garros i Wimbledon. A l'estiu aconseguí el segon títol de l'any al Canadà, superant en aquesta ocasió a Capriati. En el US Open arribà novament a la final però va caure davant la seva germana. Aquesta fou la primera final de Grand Slam en l'Era Open disputada entre dues germanes. Abans d'acabar l'any va guanyar el tercer títol en la Copa Masters celebrada a Múnic. Acabà en la sisena posició del rànquing individual per segon any consecutiu.

### Grand Slam seguit (2002−2003)

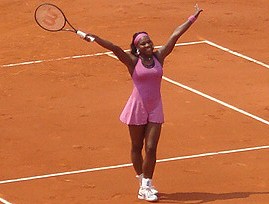
Williams celebrant una victòria al Roland Garros (2007).

Degut a una lesió produïda en el primer torneig de l'any 2002 que va jugar a Sydney, Williams es va perdre l'Open d'Austràlia. Va tornar per disputar el torneig de Scottsdale i es va endur el títol derrotant a Capriati en la final. Després del boicot a Indian Wells, va guanyar per primera vegada a Miami derrotant a les tres primeres classificades del rànquing individual: Hingis, Venus Williams i Capriati. Aquesta significà tot just la segona victòria sobre la seva germana. A Charleston no va passar de quarts de final superada per Patty Schnyder, però en canvi, a Berlín va disputar la seva primera final sobre terra batuda però va caure davant Justine Henin. Poc després va guanyar el primer títol sobre aquesta superfície a Roma venjant-se de Henin. Seguidament va disputar el Roland Garros i va guanyar el seu segon títol de Grand Slam derrotant a la seva germana. Amb aquesta victòria va escalar a la segona posició del rànquing, tot just després de la seva germana, de manera que ambdues germanes encapçalaven el rànquing. A Wimbledon va encadenar un nou títol de Grand Slam i també davant la seva germana. Cal destacar que no va cedir cap set en tot el torneig i això li va permetre pujar fins al capdamunt del rànquing per primera vegada a la seva carrera. A banda de disputar la final, les germanes Williams també es van endur el títol de dobles femenins, el cinquè Grand Slam que guanyaven conjuntament. A l'estiu només va disputar un torneig a Los Angeles i va perdre a quarts de final contra Chanda Rubin, posant fi a una ratxa de 21 victòries consecutives. A continuació va disputar el US Open com a principal cap de sèrie i va guanyar el títol. Tercera final de Grand Slam consecutiva, les tres enfront de la seva germana Venus i enduent-se la victòria. A la tardor va guanyar dos títols més a Tòquio i Leipzig derrotant a Clijsters i Anastassia Mískina respectivament. En la Copa Màsters femenina es va classificar per la final però no va poder superar Clijsters. Va acabar l'any amb 56 victòries i només 5 derrotes, per un total de vuit títols individuals i acabant en el lloc número 1 del rànquing individual.
A principis del 2003 es va classificar per primera vegada per les semifinals de l'Open d'Austràlia, es va enfrontar a la seva germana Venus per quarta final de Grand Slam consecutiva i novament la va superar. D'aquesta manera va esdevenir la sisena dona en l'Era Open en completar el Grand Slam durant la carrera (després de Billie Jean King, Chris Evert, Martina Navrátilová, Steffi Graf i Margaret Court), alhora que també va esdevenir la cinquena en guanyar-los de forma consecutiva, malgrat no fer-ho en un any natural. La premsa va titular aquesta fita com a Serena Slam. Paral·lelament, ambées germanes van guanyar el seu sisè títol de Grand Slam en dobles femenins. Seguidament va imposar-se a les finals de París i Miami, i la ratxa de 21 victòries consecutives durant el 2003 es va tallar en la final de Charleston contra Henin. Va caure davant Mauresmo en les semifinals de Roma i davant Henin en les de Roland Garros. A Wimbledon es va venjar d'Henin en les semifinals i va tornar a superar la seva germana en la final, segon títol a Wimbledon i sisè Grand Slam. Aquest fou el darrer torneig de l'any que va disputar perquè es va operar un tendó del quàdriceps a principis d'agost.

### Lesions i retorn (2004−2007)
Després de vuit mesos apartada del circuit a causa de la recuperació de l'operació del quàdriceps, Williams disputà el primer torneig el 2004 a Miami amb gran èxit enduent-se el títol per tercer any consecutiu. Seguidament va disputar diversos torneigs sobre terra batuda però amb menys èxit, inclòs el Roland Garros on va arribar a quarts de final on fou seleccionada segona cap de sèrie malgrat estar al número set del rànquing. Aquesta era la primera vegada que queia abans de semifinals d'un Grand Slam des de 2001. Encara que només era la número deu del rànquing mundial, l'organització del torneig de Wimbledon la va escollir com a principal cap de sèrie. Va arribar a una nova final però en aquesta ocasió fou superada per Maria Xaràpova. Aquesta derrota li va suposar sortir del Top 10 per primera vegada des de l'any 1999. A l'estiu va arriba a la tercera final de l'any a Los Angeles però fou superada per Davenport. En el US Open també va caure a quarts de final, aquest cop davant Capriati. Abans d'acabar l'any va aconseguir el segon títol a Pequín derrotant a Svetlana Kuznetsova. Es classificà a temps pel WTA Tour Championships, on superà la primera ronda per superar Ielena Deméntieva i Mískina, i caure davant Davenport. En la final va perdre contra Xaràpova. Va acabar la temporada en el setè lloc del rànquing però no va aconseguir cap títol de Grand Slam per primera vegada des del 2001.

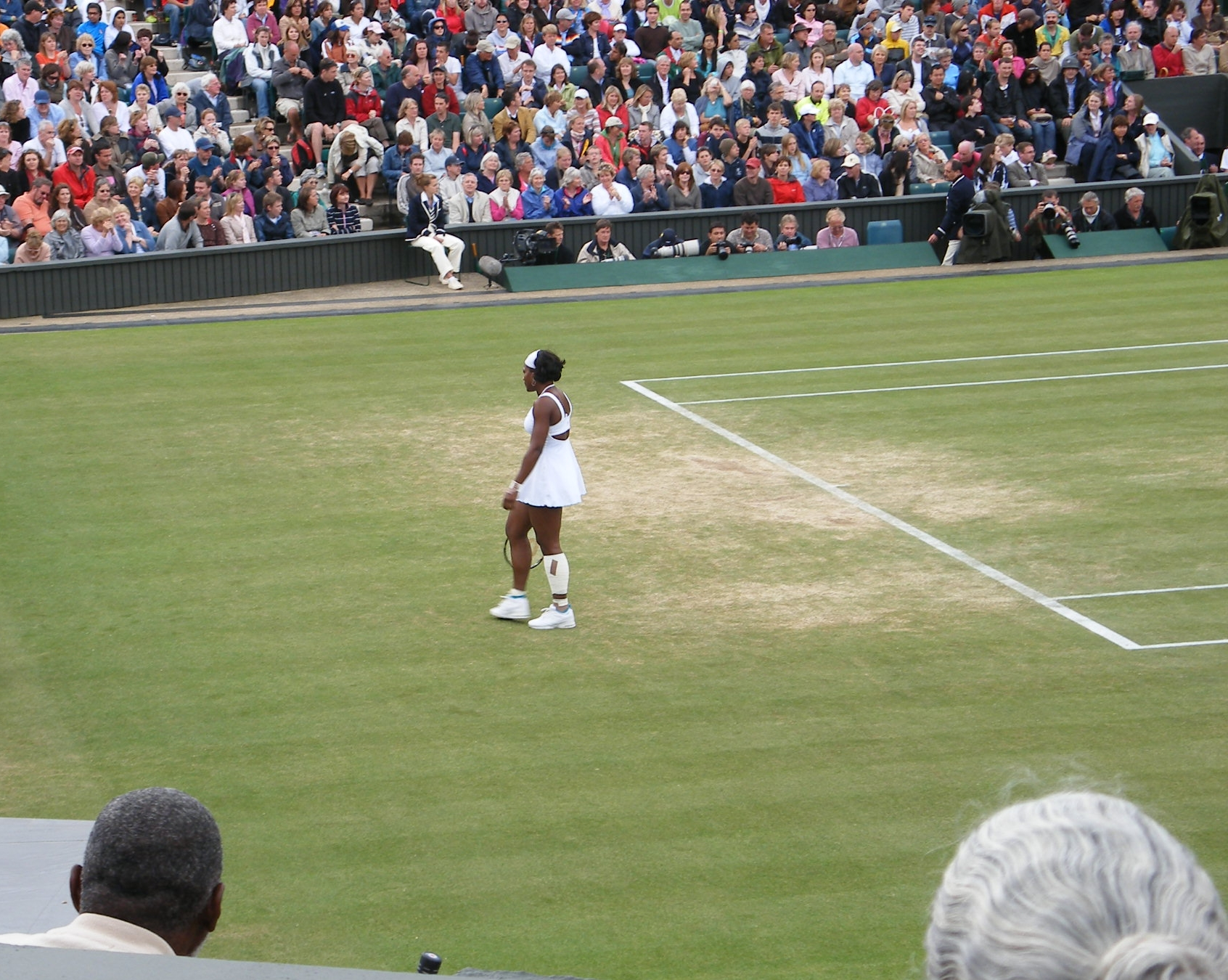
Williams en un partit a Wimbledon 2007 sota l'atenta mirada del seu pare Richard Williams (a baix a l'esquerra).

Ja el 2005, Williams es va plantar novament a una final de Grand Slam a l'Open d'Austràlia i va superar Davenport, número 1 del rànquing, aconseguint per segona vegada aquest títol. Va escalar al número 2 del rànquing però a continuació va patir diverses retirades a causa de dolors i lesions com Miami, Roma, París o Amelia Island. Una lesió al turmell li va provocar renunciar al Roland Garros però va poder retornar pel Wimbledon. Per sorpresa va ser eliminada a tercera ronda per Jill Craybas. Els continus dolors no li van permetre disputar cap torneig en bon estat de forma i al US Open va ser eliminada a quarta ronda per Venus. Fins a final de temporada només va disputar un partit a Pequín que va perdre amb Sun Tiantian, número 127 del rànquing. Va acabar la temporada en el lloc 11 del rànquing i per primera vegada des del 1998 no va acabar en el Top 10 ni es va classificar per disputar el WTA Tour Championships.
La temporada 2006 va començar amb la defensa del títol a l'Open d'Austràlia però va caure davant Daniela Hantuchová a tercera ronda. Va al·legar que estava en baixa forma a causa d'una lesió al genoll i va estar apartada del circuit durant sis mesos, caient fins al lloc 139 del rànquing individual. Va retornar a Cincinnati arribant a semifinals fins a perdre contra Vera Zvonariova. Seguidament va disputar les semifinals de Los Angeles i fou invitada a participar en el US Open perquè no tenia suficient rànquing. Només va aconseguir avançar fins quart ronda en caure davant Mauresmo. Ja no va disputar cap més partit en la resta d'any i va acabar l'any en el lloc 95 del rànquing individual, el més baix des de 1997.
Va iniciar una nova temporada 2007 amb la confiança renovada i la intenció de recuperar el seu status en el rànquing femení. Malgrat perdre a quarts de final de Hobart, a l'Open d'Austràlia, sense ser cap de sèrie perquè era el 81 del rànquing, va arribar a la final i va superar Xaràpova cedint únicament tres jocs. Va guanyar el primer torneig en els darrers dos anys i va esdevenir la primera tennista des de Chris O'Neill en guanyar aquest títol sense ser cap de sèrie. Va significar el tercer títol a Austràlia, el vuitè títol Grand Slam, i va saltar de cop al número 14 del rànquing. Williams va aprofitar per dedicar el títol a la seva germana Yetunde, que havia mort a Los Angeles el 2003. Posteriorment es va adjudicar el títol de Miami per quarta vegada sobre Henin i es va retirar de Charleston per uns dolors a l'engonal. Va disputar una eliminatòria de Copa Federació amb els Estats Units, la primera des de l'any 2003, contra Bèlgica. Al Roland Garros va caure a quarts de final davant Henin. A Wimbledon va arribar a quarts de final superada novament per Henin, però a causa també d'uns dolors que ja va patir en les rondes prèvies. En el US Open va caure a quarts de final contra Henin per tercera vegada consecutiva en un Grand Slam aquesta temporada. A la tarda va disputar la final de Moscou però va ser superada per Deméntieva i, en el darrer torneig de l'any, Williams es va classificar per disputar el WTA Championships però es va retirar en el primer partit davant Anna Txakvetadze a causa d'una lesió al genoll. Va acabar la temporada com a número 7 del rànquing individual.

### Retorn al número 1 i malaltia greu (2008−2011)

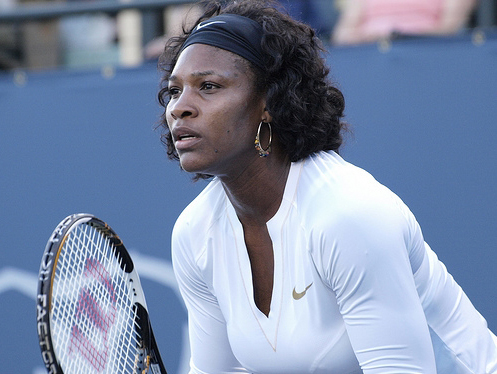
Williams a Stanford (2008).

Va començar l'any 2008 participant en la Copa Hopman fent parella amb Mardy Fish i es van endur el títol. En l'Open d'Austràlia no va tenir tant èxit i va caure a quarts de final davant Jelena Janković. A causa d'una petita intervenció quirúrgica dental va renunciar a participar en tres torneigs, però en el seu retorn es va imposar en tres finals consecutives a Bangalore, Miami i Charleston. A Miami va aconseguir el seu cinquè títol empatant amb Graf mentre que a Charleston va guanyar el primer títol sobre terra batuda des del Roland Garros de 2002. La seva evolució no fou tan positiva i al Roland Garros va caure a tercera ronda davant Katarina Srebotnik. A Wimbledon es va tornar a reeditar una final entre les dues germanes Williams però Venus la va derrotar. Paral·lelament es van imposar en la final de dobles, el primer títol de dobles de Grand Slam que guanyaven des de 2003. A l'estiu es van disputar els Jocs Olímpics de Pequín, Serena va caure a quarts de final en el quadre individual davant Deméntieva, que finalment fou medalla d'or, i en el quadre de dobles va guanyar la medalla d'or per segona vegada (2000) fent parella amb la seva germana i derrotant a la parella espanyola Anabel Medina Garrigues i Virginia Ruano Pascual. En el US Open es va imposar en la final davant Janković aconseguint aquest títol per tercera ocasió. Aquesta victòria li va permetre retornar al número 1 del rànquing individual, lloc que no havia ocupat des de 2003. Per tancar la temporada va disputar el WTA Championships però després d'una victòria davant Dinara Safina i una derrota contra Venus, es va retirar abans de disputar el tercer partit de la fase inicial a causa d'una dolors a l'estómac. Això va provocar que acabés l'any en la segona posició del rànquing però amb quatre títols individuals, un d'ells Grand Slam.
Malgrat quedar eliminada a semifinals de Sydney, Williams va guanyar el primer títol de l'any 2009 emportant-se l'Open d'Austràlia, desè Grand Slam de la seva carrera, derrotant a Safina en la final. Novament va recuperar el número 1 i també va esdevenir l'esportista femenina que més guany econòmic havia aconseguit superant la golfista Annika Sörenstam. A més, junt a la seva germana van guanyar el títol de dobles per tercera vegada. Després es va retirar a semifinals de París per una lesió al genoll, i va perdre a semifinals de Dubai davant la seva germana. A continuació va disputar la final de Miami però fou superada per Viktória Azàrenka, i llavors encadenà tres derrotes consecutives més, la pitjor ratxa de derrotes de la seva carrera, a Barcelona, Roma i Madrid. Malgrat no haver aconseguit cap victòria sobre terra batuda, al Roland Garros va arribar a quarts de final on va caure contra, Kuznetsova, la campiona finalment, trencant així la ratxa de 18 victòries consecutives en Grand Slam. El resultat a Wimbledon fou molt diferent, ja que s'emportà el segon Grand Slam de l'any vencent a Venus en la final, que juntes guanyaren el seu novè títol de Grand Slam de dobles i reeditant l'aconseguit en l'edició anterior. A l'estiu només va arribar a tercera ronda de Cincinnati i semifinals del Toronto. En el US Open es va plantar a semifinals però va caure davant Clijsters després d'una forta controvèrsia, ja que el darrer punt del partit fou per una penalització per escridassar una jutgessa de línia. En dobles va guanyar el títol amb la seva germana guanyant així el tercer títol Grand Slam de l'any. Per tancar la temporada va disputar el WTA Tour Championships guanyant tots els cinc partits que va disputar (Venus, Deméntieva, Kuznetsova i Wozniacki) i derrotant la seva germana en la final. Per segona ocasió en la seva carrera, va acabar l'any com a número 1 mundial i va trencar el rècord que tenia Henin de més guanys aconseguits en una temporada. Va guanyar cinc torneigs Grand Slam (dos individuals i tres dobles) que fins al moment sumaven 23 en la seva carrera, i fou votava com a atleta femenina de l'any i millor tennista de l'any individual i de dobles.

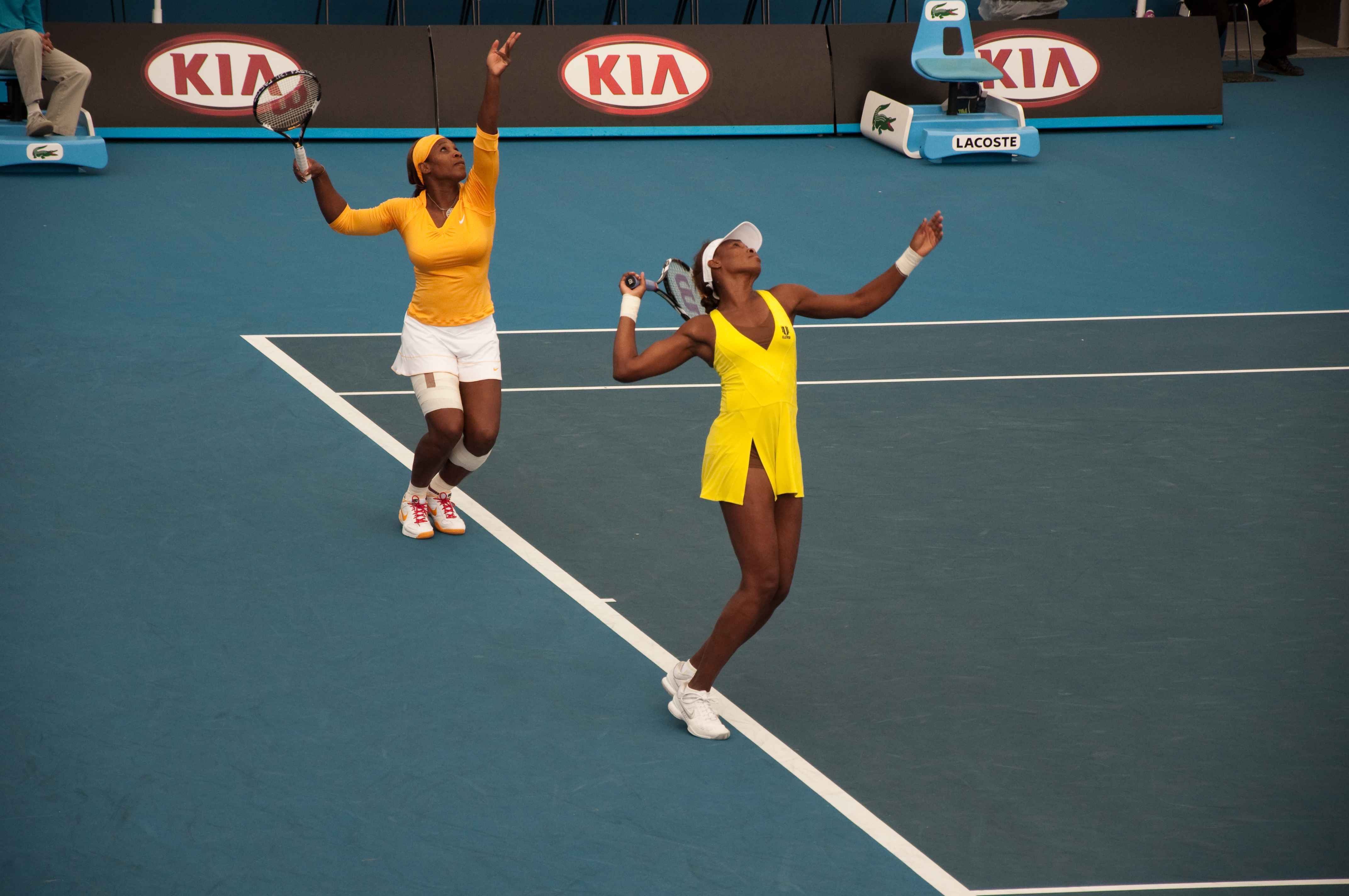
Serena i Venus Williams escalfant abans d'un partit de dobles a l'Open d'Austràlia (2010).

Malgrat començar la temporada 2010 amb una derrota a la final de Sydney davant Dementiva, Williams va aconseguir defensar amb èxit el Grand Slam de l'Open d'Austràlia imposant-se a Henin en la final. A més, en dobles, les germanes Williams van reeditar el títol aconseguit l'any anterior davant Cara Black i Liezel Huber. A causa d'una lesió a la cama va renunciar a participar en diversos esdeveniments i va tornar a la primavera per Roma, cedint a semifinals davant Janković. A Madrid no va passar de tercera ronda en perdre contra Nàdia Petrova però es va endur el títol de dobles amb la seva germana. Al Roland Garros només va avançar fins quarts de final on la va superar Samantha Stosur. En dobles van guanyar el títol davant Květa Peschke i Katarina Srebotnik, completant així el Grand Slam seguit amb la seva germana, ja que van guanyar els quatre títols de Grand Slam consecutivament però no en un any natural. Naturalment, ambdues tennistes van escalar fins al número 1 en dobles per primera vegada. A Wimbledon va tornar un nou Grand Slam derrotant a Zvonariova en la final i sense cedir cap set en tot el torneig. En dobles no van poder reeditar l'èxit en caure a quarts de final precisament contra Zvonariova i Ielena Vesninà. Malauradament, al juliol va patir un accident absurd quan va trepitjar un vidre mentre era a un restaurant de Múnic que li va provocar una ferida profunda. Ja no va disputar cap més torneig en tot l'any i va acabar la temporada en la quarta posició del rànquing havent disputat únicament sis torneigs en categoria individual.
Fins al març de 2011, Serena no va tornar a agafar una raqueta de tennis per començar els entrenaments. El seu retorn no es fa produir fins al torneig d'Eastbourne al juny, gairebé un any després del seu darrer partit. Per desgràcia ja va perdre en segona ronda davant Zvonariova. El següent torneig fou Wimbledon, on era la defensora del títol, però només va avançar fins quarta ronda en ser derrotada per Marion Bartoli. Després d'aquesta derrota es va desplomar en el rànquing individual fins a caure en el lloc 175, ja que només tenia punts d'aquests dos torneigs disputats. Tot i això va poder participar en torneigs importants del circuit gràcies al seu status i tot just en el tercer torneig disputat des del seu retorn, es va imposar en la final a Stanford, venjant-se a més de Bartoli. Ràpidament va ampliar el seu palmarès amb la victòria a Toronto davant Stosur. A Cincinnati només va disputar un partit, ja que després es va retirar per uns dolors al peu. En el US Open va arribar a la final però fou derrotada per Stosur. Durant el partit diversos fets controvertits i fou castigada pel jutge principal per abús verbal durant el joc. Aquest fou el seu darrer torneig de la temporada acabant en el 12è lloc del rànquing amb dos títols en sis torneigs disputats.

### Retorn,Golden Slami nou regnat (2012−2016)
2012

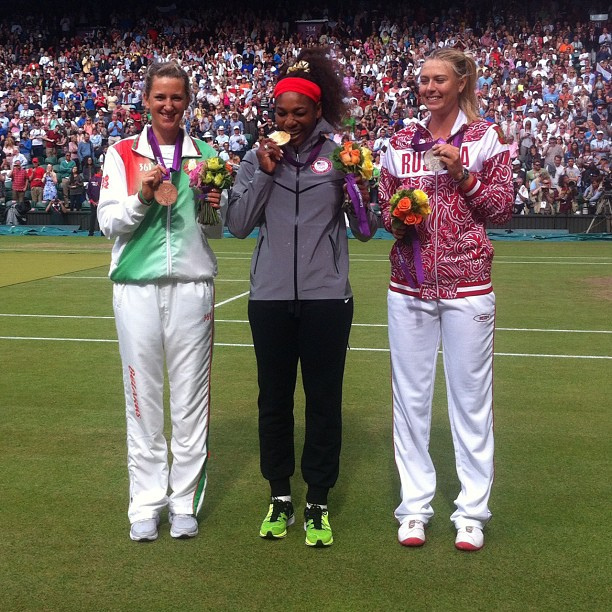
Williams celebrant la medalla d'or olímpica 2012 en categoria individual amb Viktória Azàrenka (esquerra) i Maria Xaràpova (dreta).

Va debutar a Brisbane l'any 2012 però a causa d'una lesió es va retirar en el primer partit. A l'Open d'Austràlia només va poder avançar fins a la quarta ronda derrotada per Iekaterina Makàrova. Després d'uns mesos de descans va retornar a Miami però va caure a quarts de final davant Wozniacki. A continuació va començar la bona ratxa de resultats positius guanyant dos títols consecutius a Charleston i Madrid vencent a Lucie Šafářová i Azàrenka respectivament. A Roma va arribar a semifinals però es va retirar per uns dolors a l'esquena. Per sorpresa fou eliminada a primera ronda de Roland Garros per Virginie Razzano, la primera vegada que era eliminada en primera ronda d'un Grand Slam. Degut a aquesta derrota prematura, va decidir entrar al quadre de dobles mixts, categoria en la qual no jugava des de 1999, però malgrat fer parella amb el nombre de dobles masculins, Bob Bryan, foren derrotats també en primera ronda. Es va refer ràpidament imposant-se en la final de Wimbledon per guanyar el seu catorzè títol de Grand Slam. Destaca el seu magnífic servei durant el torneig, ja que va establir un nou rècord de serveis directes en un partit femení (24) i el major nombre de serveis directes durant el torneig, tant masculí com femení, amb 102. Seguidament va defensar el títol de Stanford derrotant a Coco Vandeweghe. A continuació va tornar a les pistes de Wimbledon per disputar els Jocs Olímpics de Londres amb enorme èxit. En el quadre individual va guanyar la medalla d'or per completar el Golden Slam (guanyar els quatre Grand Slams i la medalla d'or olímpica), succeint així a Steffi Graf que fou la primera a aconseguir aquesta fita. En el quadre de dobles també va fer doblet amb la seva germana Venus com a parella. Ambdues germanes van guanyar la medalla d'or de dobles conjuntament per tercera vegada (2000 i 2008) i a més, ambdues van guanyar la medalla d'or individual, ja que Venus ho havia aconseguit l'any 2000. Ambdues ja havien completat el Golden Slam en dobles prèviament, així que Serena va esdevenir la primera tennista a aconseguir aquesta fita tant en individual com en dobles. La seva ratxa de victòries es va trencar a Cincinnati a mans d'Angelique Kerber. En el US Open però, es va tornar a imposar derrotant Azàrenka en la final per aconseguir el seu quinzè títol de Grand Slam. Va descansar durant les següents setmanes i va tornar al circuit per disputar el WTA Championships, on va guanyar tots els partits davant Azàrenka, Kerber i Li en la primera fase, Agnieszka Radwańska a semifinals i Xaràpova en la final, per obtenir un nou títol. Per primera vegada des de 2007, Serena va col·laborar en l'equip estatunidenc de la Fed Cup contra Belarús i Ucraïna guanyant els quatre partits individuals que va disputar, aconseguint així que l'equip ascendís al Grup Mundial. Fou votada millor tennista de l'any per quarta ocasió en la seva carrera, ja que va guanyar set títols individuals amb una marca de 58 victòries i només 4 derrotes (destacant una ratxa de 31 victòries i una derrota durant la segona meitat de la temporada), i també 2 títols de dobles amb la seva germana (un Grand Slam i una medalla d'or olímpica) amb una marca de 13 victòries i una derrota.
2013

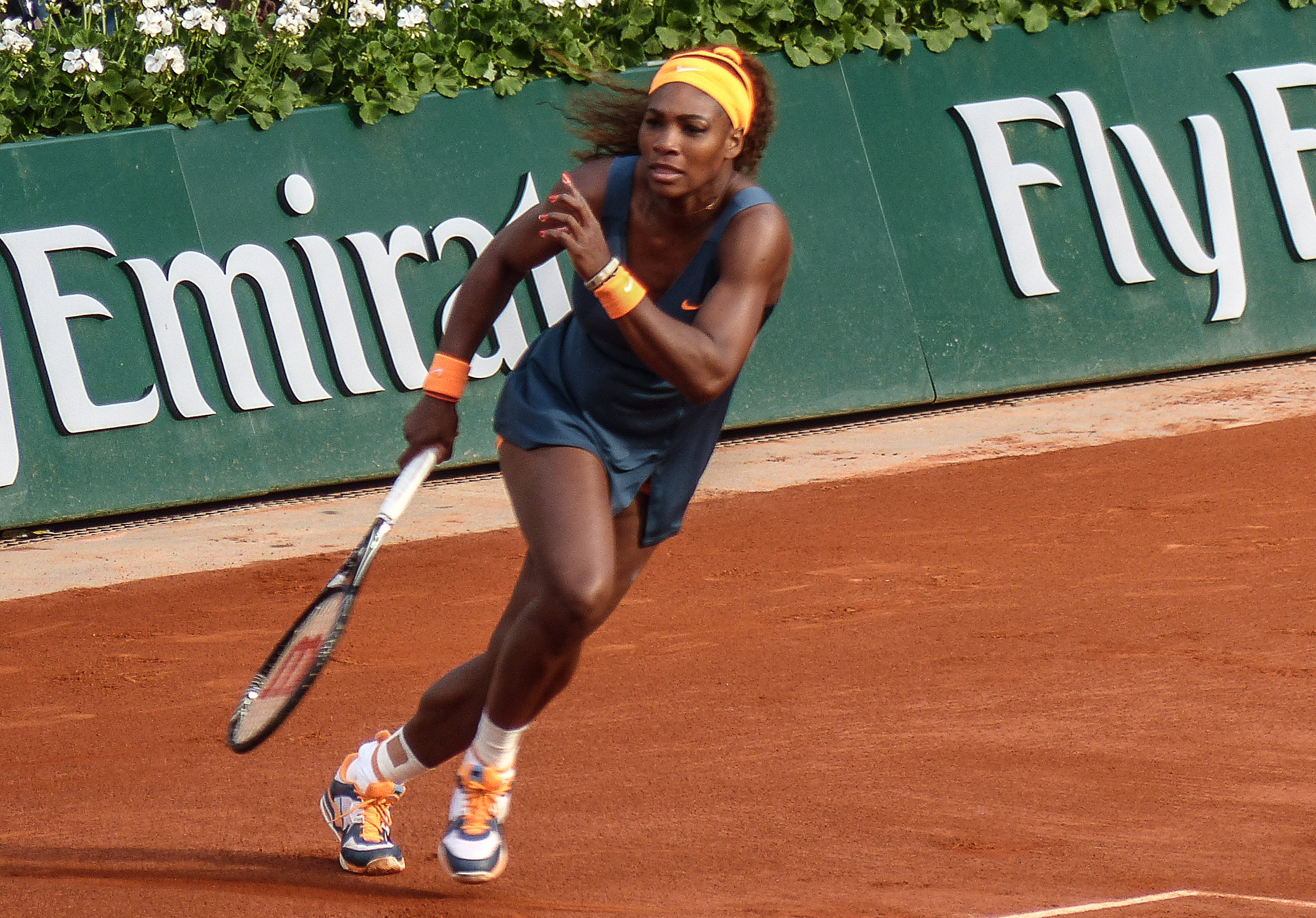
Williams al Roland Garros (2013).

La seva temporada 2013 va començar de ben aviat amb el torneig de Brisbane, on es va endur el títol sense cedir un sol set. Malgrat ser una de les favorites, fou sorpresa a quarts de final de l'Open d'Austràlia per la seva compatriota Sloane Stephens. Va participar en dobles junt a la seva germana però foren derrotades a quarts de final per la parella número 1, Sara Errani i Roberta Vinci. A continuació va ser finalista a Doha davant Azàrenka i els punts aconseguits li van permetre recuperar el número 1 del rànquing individual per sisena ocasió en la seva carrera, alhora que va esdevenir la tennista número 1 més veterana en l'Era Open. Va estrenar el nou rànquing a Miami i va guanyar el segon títol de l'any superant a Xaràpova, i va guanyar aquest títol per sisena vegada. A continuació va defensar el títol de Charleston davant Janković per tercera ocasió i llavors va superar Xaràpova a Madrid, aconseguint així el títol individual número 50 de la seva carrera. Entremig va disputar el playoff del Grup Mundial de la Fed Cup amb l'equip estatunidenc aconseguint dues victòries individuals. El seu gran rendiment sobre terra batuda va continuar a Roma on es va imposar a Azàrenka sense perdre cap set en tot el torneig. En el Roland Garros va demostrar novament que era la millor tennista del moment i va guanyar el 16è títol Grand Slam individual davant Xaràpova. Amb aquesta victòria va esdevenir la quarta tennista de l'Era Open en guanyar els quatre Grand Slams almenys en dues ocasions després de Navrátilová, Evert i Graf. A continuació va disputar el Wimbledon, on va avançar fàcilment fins a la quarta ronda on va ser sorpresa per Sabine Lisicki, que fou finalista del torneig. A l'estiu va guanyar el torneig de Bastad davant Johanna Larsson, aconseguint així el seu primer títol de categoria International en el quart any de la instauració d'aquesta categoria. Aquest títol també va significar que no havia patit cap derrota sobre terra batuda en tot l'any. A continuació es va imposar en la final de Toronto per sobre de Sorana Cirstea, fou finalista a Cincinnati en ser vençuda per Azàrenka. En el US Open demostrà novament el seu magnífic estat de forma imposant-se en la repetició de la final de l'edició anterior i guanyant així el segon Grand Slam de l'any i 17è de la seva carrera i esdevenint la vencedora del torneig més veterana de l'Era Open. A la tardor només va disputar el torneig de Pequín on es va imposar a Janković. Per acabar l'any va disputar el WTA Championships com a principal favorita i va continuar demostrant el seu gran rendiment. En la fase inicial va superar fàcilment a Radwańska, Petra Kvitová i Kerber, a Janković a semifinals i a Li Na en la final. Aquest va significar el quart Masters de la seva carrera i va representar l'onzè trofeu de l'any. Les 78 victòries i només quatre derrotes li permeteren polvoritzar el rècord de guanys per una tennista en un any superant el 12 milions de dòlars, quan l'anterior marca pertanyia a Azàrenka amb més de 7 milions aconseguits el 2012. Fins al moment, només Novak Đoković havia superat el 12 milions de dòlars durant els anys 2011 i 2012. Acabà l'any com a número 1 del rànquing individual, tercer cop que ho aconseguia i onze anys després de la primera vegada.
2014

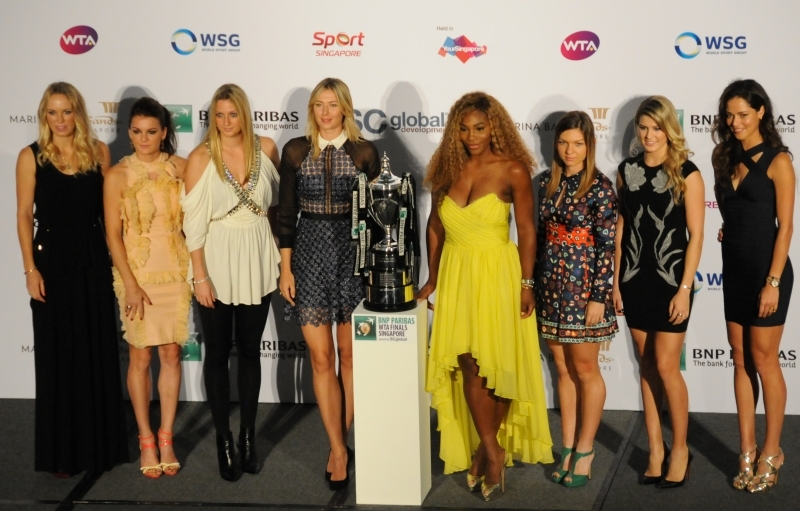
Williams (quarta per la dreta) en la presentació del WTA Finals (2014).

La temporada va començar amb la reedició del títol a Brisbane derrotant a Azàrenka. En l'Open d'Austràlia només va avançar fins a la quarta ronda perdent contra Ana Ivanovic, però al·legant que tenia forts dolors a l'esquena i que fins i tot s'havia plantejat retirar-se abans. Es va recuperar per disputar el torneig de Dubai però la va sorprendre Alizé Cornet en semifinals. Seguint amb el boicot a Indian Wells, es va imposar a Li Na en la final de Miami per setena ocasió, establint un rècord en el palmarès d'aquest torneig. A continuació va perdre en el primer partit de Charleston enfront Jana Čepelová i va arribar a quarts de final de Madrid perquè es va retirar per una lesió a la cuixa. Tanmateix, una setmana després es va imposar a Roma davant Sara Errani. En el Roland Garros fou sorpresa per Garbiñe Muguruza tot just en segona ronda, a qui només va poder guanyar quatre jocs. Cornet la va derrotar per segon cop durant la temporada, en aquesta ocasió a Wimbledon en tercera ronda, des de 2005 que no era eliminada tan aviat en aquest torneig. Després d'un mes de descans es va refer encadenant 19 victòries en 20 partits, amb l'única davant la seva germana. Aquesta ratxa va incloure els títols de Stanford davant Kerber, Cincinnati davant Ivanovic, i el US Open davant Caroline Wozniacki. Fou el seu tercer US Open consecutiu i sisè del seu palmarès, i també sense cedir un sol set. La ratxa positiva es va acabar en el següent partit a Wuhan, novament davant la francesa Cornet, però tenint en compte que es va retirar per una malaltia vírica. A continuació també es va retirar a Pequín en els quarts de final. El darrer torneig de l'any fou els WTA Finals, en el qual es va imposar a Simona Halep en la final, venjant-se de la dura derrota que havia sofert en la fase de grups. En total va guanyar 52 partits per 8 derrotes, que li van permetre guanyar set títols individuals en set finals i mantenir el número 1 mundial durant tota la temporada. En dobles només va participar en quatre torneigs amb la seva germana Venus, però només van obtenir quatre victòries destacant només els quarts de final del US Open.
2015

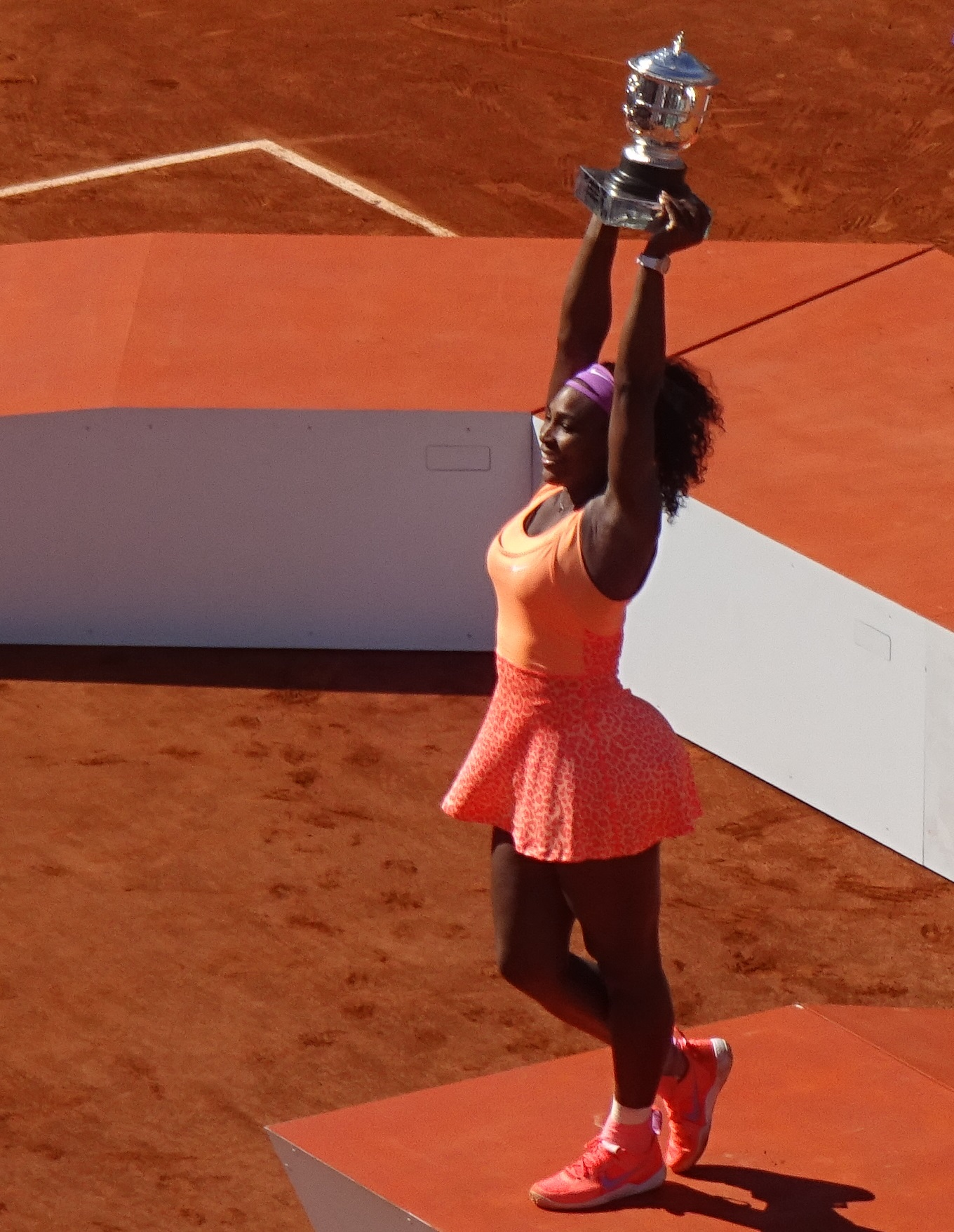
Williams celebrant el títol de Roland Garros (2015).

Williams va preparar la temporada participant en la Copa Hopman fent parella amb el seu compatriota John Isner per representar els Estats Units. Malgrat patir la primera derrota en aquest torneig d'exhibició per primera vegada en la seva carrera, Williams i Isner es van classificar per la final després de superar Itàlia, Canadà i Txèquia. Davant Polònia també va perdre contra Agnieszka Radwańska i el partit de dobles mixtos. Seguidament ja va disputar l'Open d'Austràlia i amb pocs problemes es va classificar per la final. Allà va superar la seva rival de molt anys, la russa Maria Xaràpova, aconseguint el dinovè títol de Grand Slam individual i esdevenint la tercera tennista amb més títols de Grand Slam, a només tres de Steffi Graf. A continuació va tornar a disputar una ronda de la Copa Federació amb l'equip estatunidenc i va guanyar l'únic partit individual que va disputar contra Argentina, suficient perquè l'equip es classifiqués pels play-off d'accés al Grup Mundial. Després d'unes setmanes de descans va tornar per participar a Indian Wells, posant fi així a tretze anys de boicot contra aquest torneig des del títol aconseguit l'any 2001. Va avançar fins a les semifinals però a causa d'uns dolors al genoll es va retirar abans de començar el partit contra Simona Halep. A Miami també va avançar fins a les semifinals i tornà a coincidir contra Halep. Després de vèncer la romanesa també s'imposà en la final contra Carla Suárez Navarro amb molta claredat. Va defensar el títol per segona vegada consecutiva guanyant-lo per vuitena vegada en la seva carrera. Per tal de poder ser elegible pels Jocs Olímpics de Rio de Janerio 2016, novament va participar en la Copa Federació contra l'equip italià, on va guanyar els dos partits individuals. Hagué de disputar la mànega definitiva de dobles per tal de superar l'eliminatòria amb Alison Riske com a parella, la primera vegada en tretze anys que disputava un partit de dobles de la Copa Federació que no fos la seva germana Venus, i no aconseguiren superar les especialistes italianes. El primer torneig de l'any sobre terra batuda fou a Madrid, on es classificà per les semifinals però fou superada per Kvitová. A Roma es retirà en tercera ronda a causa d'una lesió al colze. En el Roland Garros va patir força per avançar totes les rondes, ja que la majoria de partits els disputà a tres sets, però novament es classificà per la final. Pel camí aconseguir la 50ena victòria en aquest torneig i va esdevenir la primera tennista en l'Era Open en aconseguir 50 victòries en cada un dels torneigs de Grand Slam. Serena va derrotar Lucie Šafářová en la final aconseguint el tercer títol de la temporada i el 20è Grand Slam individual.
Malgrat l'addició d'una setmana més de torneigs sobre gespa per preparar el Grand Slam de Wimbledon, Williams va decidir no disputar cap torneig de preparació i directament va jugar Wimbledon. Va treure molt profit del descans i es va classificar per la final cedint únicament dos sets pel camí, derrotant la seva germana Venus a quarta ronda, Azàrenka a quarts de final i Xaràpova a semifinals. En la final va superar la debutant en final de Grand Slam Garbiñe Muguruza. Aquest títol li va permetre encadenar els quatre títols de Grand Slam per segona ocasió en la seva carrera (fita coneguda com a Serena Slam 2.0) i la deixava a les portes de completar el Grand Slam pur, els quatre Grand Slams en un any natural, fita que encara no havia aconseguit. Aquest fou el sisè títol de Wimbledon individual que aconseguia alhora que esdevenia la tennista més veterana en guanyar un Grand Slam individual en l'Era Open superant a Martina Navratilova. A continuació va participar en el torneig de Bastad, l'únic torneig de menor del seu calendari, però es va retirar en segona ronda per una lesió al colze. Va tornar per disputar el torneig de Toronto i fou derrotada per la jove Belinda Bencic en semifinals, la segona derrota de l'any. A Cincinnati es va refer aconseguint el cinquè títol de l'any davant Halep. Va començar el US Open amb la intenció de completar el Grand Slam però durant tot el torneig va tenir forces problemes per avançar les successives rondes. A quarts de final va vèncer la seva germana i en semifinals es va enfrontar a Roberta Vinci, que debutava en unes semifinals de Grand Slam i que mai l'havia derrotat. Contra tot pronòstic, la italiana va remuntar el primer set perdut i es va endur la victòria. La derrota fou molt dolorosa psicològicament, i junt als problemes físics que portava arrossegant durant tota la temporada, van provocar que Williams renunciés a la resta de torneigs que quedaven per disputar de la temporada. Igualment va acabar l'any com a clar número 1 del rànquing individual amb cinc títols en cinc finals disputades, tres dels quals Grand Slams, i un total de 53 victòries per només 3 derrotes.
2016

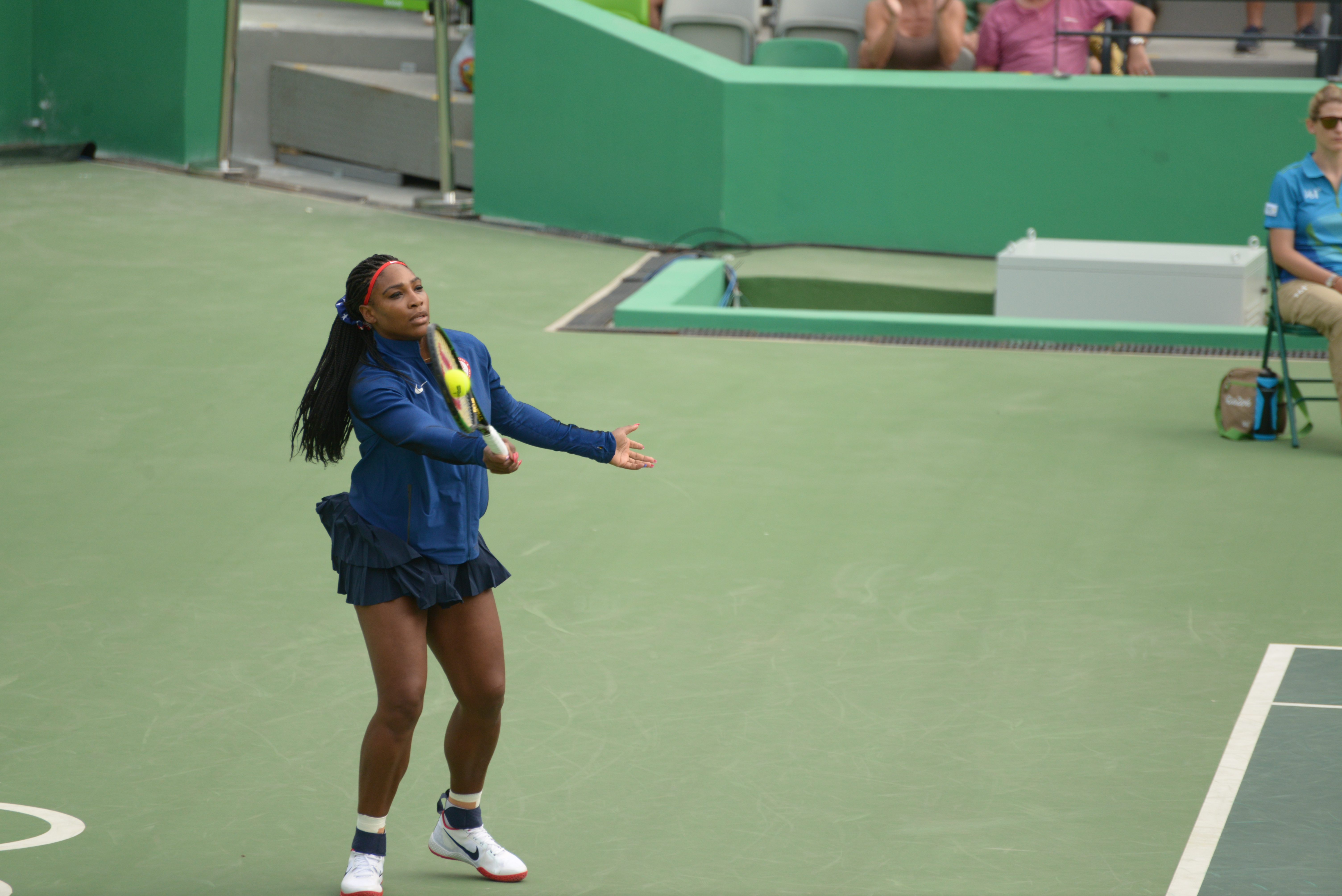
Williams escalfant en els Jocs Olímpics de Rio de Janeiro (2016).

Teòricament recuperada de les lesions, novament havia de començar la temporada disputant la Copa Hopman fent parella amb Jack Sock, però just abans d'iniciar el torneig va renunciar al primer partit per dolors al turmell. Va disputar el segon dia de torneig però també es retirà abans de finalitzar el partit, i ja directament renuncià al tercer dia, en la qual fou substituïda per Vicky Duval. Retornà a la competició per disputar l'Open d'Austràlia per defensar la corona. Va avançar rondes molt sòlidament sense cedir un sol set fins a la final superant Xaràpova i Radwańska pel camí. En la final s'enfrontà a Kerber, que debutava en una final de Grand Slam però que la va derrotar en tres sets sent la primera derrota de Williams ens una final de Grand Slam des de 2011. Descansà durant un mes per tornar a disputar el torneig d'Indian Wells, on avançà fins a la final sense gaires problemes, però novament fou derrotada en una final, aquest cop enfront a la ressorgint Azàrenka, que esdevenia la primera tennista que li guanyava quatre finals a Williams. Per contra, a Miami fou sorpresa per Kuznetsova en quarta ronda. Novament es prengué unes setmanes de descans abans de començar els torneigs sobre terra batuda, sent el primer el de Roma. Amb força superioritat es plantà a la final i derrotà a la seva compatriota Keys per aconseguir el primer títol de l'any i el número 70 individual de la seva carrera. A continuació disputà el Roland Garros i superà totes les rondes amb relativa claredat fins a la final, ja que només cedí un set a quarts de final. Allà s'enfrontà a Muguruza, amb qui ja havia coincidit en la final de Wimbledon 2015. En aquesta ocasió, la tennista espanyola fou molt més agressiva i jugà amb més confiança, actitud que li va permetre guanyar el seu primer títol de Grand Slam.
Començà la seva campanya a Wimbledon sense disputar cap altre torneig sobre gespa i amb dubtes després de perdre la segona final de Grand Slam de l'any. Tanmateix, tornà a demostrar el seu millor nivell sobre aquesta superfície superant totes les rivals i cedint només un sol set pel camí. En la final s'enfrontà a Kerber, que havia derrotat a la seva germana Venus en semifinals, i en aquesta ocasió es venjà amb solvència. El segon títol de l'any també fou el setè a Wimbledon i el 22è Grand Slam de la seva carrera, situant-se en segon lloc en la classificació de més títols individuals de Grand Slams, a només dos de Margaret Court. Si això no fos suficient, va aconseguir el doblet amb Venus guanyant el títol de dobles per sisè cop a Wimbledon, i el 14è Grand Slam conjuntament. Degut a problemes de lesions a l'espatlla va decidir reservar-se per disputar els Jocs Olímpics de Rio de Janeiro, on defensava doblet de medalles d'or. En categoria individual va superar les dues primeres rondes amb facilitat però per sorpresa no pogué derrotar Elina Svitolina en tercera ronda. En dobles no van anar millor els resultats va que amb la seva germana van perdre en el primer partit contra les txeques Lucie Šafářová i Barbora Strýcová, que va trencar la seva imbatibilitat olímpica en dobles, ja que havien guanyat els quinze partits que havien disputat amb tres medalles d'or. Probablement no havia superat els seus problemes a l'espatlla, ja que es va absentar en la resta de torneigs fins l'US Open, és a dir, des de Wimbledon només va jugar tres partits pels Jocs Olímpics. Albirant un nou títol de Grand Slam, Serena va anar superar totes les rondes amb molta superioritat fins als quarts de final. Allà va vèncer Halep cedint un set però en semifinals fou derrotada per Karolína Plíšková, que debutava en unes semifinals de Grand Slam. La pitjor notícia no fou la derrota sinó que Serena continuava tenint problemes físics i la victòria de Kerber en la final li obria les portes a conquerir el número 1 del rànquing. Poques setmanes després va anunciar que donava per acabada la temporada a causa de les lesions i finalment, Kerber va aconseguir destronar Serena del capdamunt del rànquing individual després de 186 setmanes consecutives, casualment el mateix nombre de setmanes amb el qual Steffi Graf tenia el rècord de més setmanes consecutives al número 1. Serena va acabar l'any amb dos títols individuals després de 38 victòries i cinc derrotes, i també un títol de dobles amb vuit victòries i tres derrotes.

### Maternitat i retorn (2017−2010)
2017
Va iniciar la temporada a Auckland per primera vegada a la seva carrera, però va caure en segona ronda davant Madison Brengle. A l'Open d'Austràlia va superar totes les seves rivals per imposar-se en la final a la seva germana per acumular aquest títol per setena vegada, rècord en l'Era Open. Aquest fou el seu 23è títol individual de Grand Slam, superant a Steffi Graf i a un de Margaret Court, al capdavant de la classificació. Destacar el fet que per primera vegada en l'Era Open, dues tennistes de 35 anys o més van disputar una final de Grand Slam. Aquesta victòria li va assegurar el número 1 mundial però va renunciar a tots els torneigs de primavera per una lesió al genoll. A l'abril va informar que estava embarassada de 20 setmanes, és a dir, que va guanyar el títol de l'Open d'Austràlia estant ja embarassada, i també tenia intenció de tornar al circuit a principi de la següent temporada. Alexis Olympia Ohanian Jr. va néixer l'1 de setembre, però per complicacions en el part, Williams va patir una embòlia pulmonar per la qual va haver d'estar sis setmanes postrada al llit. Això va ajornar la seva recuperació i el seu retorn als entrenaments, i va disputar el seu primer partit d'exhibició el 30 de desembre a Abu Dhabi.
2018
Va preferir renunciar als torneigs inicials de la temporada per manca de preparació a causa de la recuperació de la seva maternitat. El primer partit fou en la Fed Cup fent parella amb la seva germana Venus però van cedir enfront de la parella neerlandesa. Els primers partits en el circuit WTA van ser a Indian Wells i Miami, però va caure en tercera i primera ronda davant la seva germana Venus i Naomi Osaka respectivament. Després d'unes setmanes de descans va tornar pel Roland Garros, on va avançar fins a la quarta ronda i es va retirar per una lesió al muscle pectoral. A continuació va disputar Wimbledon, on fou nomenada 25ena cap de sèrie malgrat ocupar el lloc 181 en el rànquing en aquell moment. Va tenir un gran rendiment i es va plantar a la final després de superar totes les rondes i establir la marca de la tennista amb pitjor rànquing que es classificava per unes semifinals de Wimbledon. Malauradament no va poder superar Kerber en la final, repetició de l'edició de 2016. A continuació va disputar el torneig de San Jose, on va patir la pitjor derrota de la seva carrera ja que només va guanyar un sol joc en tot el partit davant Johanna Konta en primera ronda. Posteriorment va declarar que poc abans de començar el partit va descobrir que l'assassí de la seva germana Yetunde havia estat posat en llibertat condicional a principis d'any, i no va poder treure's aquesta idea del cap en tot el partit. A Cincinnati va caure en segona ronda en mans de Kvitová, però en canvi, al US Open va tornar a demostrar la seva categoria classificant-se novament per la final, però en aquesta ocasió va ser superada per Osaka. Malgrat no guanyar cap títol, les dues finals de Grand Slam disputades li van permetre entrar al Top 10 en finalitzar la temporada.
2019
Per segon any consecutiu, va preparar la temporada amb la intenció de disputar només els torneigs més importants amb l'objectiu d'estar el més descansada possible per guanyar un títol de Grand Slam. Va començar la temporada 2019 a l'Open d'Austràlia, en quarta ronda va superar la número 1 del rànquing, Halep, però en quarts de final fou derrotada per Plísková. A continuació va disputar el torneig de Indian Wells però es va retirar en tercera ronda per una infecció vírica. No va tornar al circuit fins al Roland Garros, però també va caure en tercera ronda davant Sofia Kenin. Es va refer a Wimbledon classificant-se per la final, esdevenint la finalista més veterana d'un Grand Slam, però es va proclamar campiona Halep. El següent torneig fou a Canadà, però es va retirar en semifinals a causa d'una lesió davant Bianca Andreescu. Va renunciar a Cincinnati per recuperar-se de la lesió, i en l'US Open va avançar fins a la final. Malauradament, per segona final de Grand Slam consecutiva, va cedir en la final, en aquesta ocasió enfront Andreescu. Aquest fou el darrer partit de la temporada, acabant l'any en la desena posició del rànquing individual.
2020
A l'inici de 2020 va guanyar el primer títol individual sent mare, el torneig d'Auckland, després de superar Jessica Pegula en la final. En dobles va fer parella amb la seva amiga ja retirada Wozniacki, però van cedir en la final. Amb aquest títol, Williams va esdevenir la primera tennista professional que guanyava almenys un títol en quatre dècades diferents. A l'Open d'Austràlia va caure tot just en tercera ronda en mans de Wang Qiang. A causa de l'aturada per la pandèmia per COVID-19, no va tornar a jugar fins l'estiu a Lexington, però va ser derrotada en quarts de final per Shelby Rogers. A continuació va jugar el torneig de Cincinnati, que es va celebrar a Nova York, però va caure en tercera ronda enfront Maria Sakkari. En el US Open va avançar fins semifinals però va ser derrotada per Azàrenka, que van disputar la primera semifinal de Grand Slam entre dues mares. Finalment va disputar el Roland Garros, que s'havia ajornar a l'octubre per la pandèmia, però va renunciar en segona ronda per una lesió al taló. Aquesta fou la primera temporada des de 2006 que no disputava cap final de Grand Slam.

### Últimes temporades (2021−2022)
Encara amb les seqüeles la pandèmia de COVID-19, va començar la temporada a Austràlia, primer a Melbourne on es va retirar abans de disputar les semifinals per dolors a l'espatlla dreta i després a l'Open d'Austràlia també va arribar a les semifinals cedint davant de Naomi Osaka. Per evitar problemes físics va ser molt selectiva amb els torneigs a disputar. No va tornar al circuit amb fins al maig pel torneig de Roma, on va arribar només a segona ronda davant Nadia Podoroska, coincidint amb el partit número 1000 de la seva carrera. A Wimbledon es va retirar en segona ronda a causa d'una lesió, el mateix que va passar al US Open. Totes aquestes retirades van provocar la seva caiguda en el rànquing. A final d'any va anunciar que patia una lesió a la cama que li impedia competir en condicions, de manera que va estar apartada del circuit durant uns mesos. El primer torneig que va disputar al 2022 va ser a Eastbourne però només en la modalitat de dobles junt a Ons Jabeur, on es van retirar en semifinals. Individualment va debutar a Wimbledon però va ser eliminada tot just en primera ronda per Harmony Tan. A continuació també va disputar els torneigs de Toronto i Cincinnati gràcies a l'opció d'utilitzar el rànquing protegit. Allà va aconseguir la primera victòria en catorze mesos però finalment va caure en segona ronda davant Belinda Bencic i en primera contra Emma Raducanu respectivament. Abans d'iniciar-se el US Open, Williams va anunciar que aquest seria el seu darrer torneig i que posaria punt final a la seva carrera esportiva. Això es va traduir en disputar un últim partit junt a la seva germana Venus en la modalitat de dobles, amb la qual no competia des de 2018, però van ser derrotades en primera ronda. Finalment, la retirada es va produir en ser eliminada en tercera ronda en la modalitat individual per Ajla Tomljanović.

## Palmarès

### Individual: 98 (73−25)
| Abans de 2009                | Després de 2009         |
| ---------------------------- | ----------------------- |
| Grand Slam (23−10)           |                         |
| Jocs Olímpics Or (1)         |                         |
| WTA Tour Championships (5−2) |                         |
| Grand Slam Cup (1−0)         |                         |
| Tier I (10−5)                | Premier Mandatory (6−2) |
| Tier II (11−2)               | Premier 5 (7−3)         |
| Tier III (0−0)               | Premier (7−1)           |
| Tier IV i V (0−0)            | International (2−0)     |

| Títols per superfície |
| --------------------- |
| Dura (47−17)          |
| Gespa (8−4)           |
| Terra batuda (13−3)   |
| Moqueta (5−1)         |

| Resultat   | Núm. | Data                   | Torneig                                           | Superfície   | Oponent                   | Marcador               |
| ---------- | ---- | ---------------------- | ------------------------------------------------- | ------------ | ------------------------- | ---------------------- |
| Guanyadora | 1.   | 28 de febrer de 1999   | París, França                                     | Moqueta      | Amélie Mauresmo           | 2−6, 6−3, 7−6(4)       |
| Guanyadora | 2.   | 14 de març de 1999     | Indian Wells, Estats Units                        | Dura         | Steffi Graf               | 6−3, 3−6, 7−5          |
| Finalista  | 1.   | 29 de març de 1999     | Miami, Estats Units                               | Dura         | Venus Williams            | 2−6, 6−4, 4−6          |
| Guanyadora | 3.   | 15 d'agost de 1999     | Los Angeles, Estats Units                         | Dura         | Julie Halard-Decugis      | 6−1, 6−4               |
| Guanyadora | 4.   | 12 de setembre de 1999 | US Open, Estats Units                             | Dura         | Martina Hingis            | 6−3, 7−6(4)            |
| Guanyadora | 5.   | 3 d'octubre de 1999    | Grand Slam Cup, Múnic, Alemanya                   | Dura         | Venus Williams            | 6−1, 3−6, 6−3          |
| Finalista  | 2.   | 7 de febrer de 2000    | París                                             | Moqueta      | Nathalie Tauziat          | 5−7, 2−6               |
| Guanyadora | 6.   | 21 de febrer de 2000   | Hannover, Alemanya                                | Moqueta      | Denisa Chládková          | 6−1, 6−1               |
| Guanyadora | 7.   | 13 d'agost de 2000     | Los Angeles (2)                                   | Dura         | Lindsay Davenport         | 4−6, 6−4, 7−6(1)       |
| Finalista  | 3.   | 20 d'agost de 2000     | Mont-real, Canadà                                 | Dura         | Martina Hingis            | 6−0, 3−6, 0−3 retirada |
| Guanyadora | 8.   | 8 d'octubre de 2000    | Tòquio, Japó                                      | Dura         | Julie Halard-Decugis      | 7−5, 6−1               |
| Guanyadora | 9.   | 17 de març de 2001     | Indian Wells (2)                                  | Dura         | Kim Clijsters             | 4−6, 6−4, 6−2          |
| Guanyadora | 10.  | 19 d'agost de 2001     | Toronto                                           | Dura         | Jennifer Capriati         | 6−1, 6−7(7), 6−3       |
| Finalista  | 4.   | 8 de setembre de 2001  | US Open                                           | Dura         | Venus Williams            | 2−6, 4−6               |
| Guanyadora | 11.  | 4 de novembre de 2001  | WTA Tour Championships, Múnic                     | Dura         | Lindsay Davenport         | Renúncia               |
| Guanyadora | 12.  | 3 de març de 2002      | Scottsdale, Estats Units                          | Dura         | Jennifer Capriati         | 6−2, 4−6, 6−4          |
| Guanyadora | 13.  | 1 d'abril de 2002      | Miami                                             | Dura         | Jennifer Capriati         | 7−5, 7−6(4)            |
| Finalista  | 5.   | 6 de maig de 2002      | Berlín, Alemanya                                  | Terra batuda | Justine Henin             | 2−6, 6−1, 6−7(5)       |
| Guanyadora | 14.  | 19 de maig de 2002     | Roma, Itàlia                                      | Terra batuda | Justine Henin             | 7−6(6), 6−4            |
| Guanyadora | 15.  | 9 de juny de 2002      | Roland Garros, França                             | Terra batuda | Venus Williams            | 7−5, 6−3               |
| Guanyadora | 16.  | 7 de juliol de 2002    | Wimbledon, Regne Unit                             | Gespa        | Venus Williams            | 7−6(4), 6−3            |
| Guanyadora | 17.  | 8 de setembre de 2002  | US Open (2)                                       | Dura         | Venus Williams            | 6−4, 6−3               |
| Guanyadora | 18.  | 22 de setembre de 2002 | Tòquio (2)                                        | Dura         | Kim Clijsters             | 2−6, 6−3, 6−3          |
| Guanyadora | 19.  | 29 de setembre de 2002 | Leipzig, Alemanya                                 | Moqueta      | Anastassia Mískina        | 6−3, 6−2               |
| Finalista  | 6.   | 11 de novembre de 2002 | WTA Tour Championships, Los Angeles, Estats Units | Dura         | Kim Clijsters             | 5−7, 3−6               |
| Guanyadora | 20.  | 26 de gener de 2003    | Open d'Austràlia, Austràlia                       | Dura         | Venus Williams            | 7−6(4), 3−6, 6−4       |
| Guanyadora | 21.  | 3 de febrer de 2003    | París (2)                                         | Moqueta      | Amélie Mauresmo           | 6−3, 6−2               |
| Guanyadora | 22.  | 29 de març de 2003     | Miami (2)                                         | Dura         | Jennifer Capriati         | 4−6, 6−4, 6−1          |
| Finalista  | 7.   | 7 d'abril de 2003      | Charleston, Estats Units                          | Terra batuda | Justine Henin             | 3−6, 4−6               |
| Guanyadora | 23.  | 6 de juliol de 2003    | Wimbledon (2)                                     | Gespa        | Venus Williams            | 4−6, 6−4, 6−2          |
| Guanyadora | 24.  | 4 d'abril de 2004      | Miami (3)                                         | Dura         | Ielena Deméntieva         | 6−1, 6−1               |
| Finalista  | 8.   | 21 de juny de 2004     | Wimbledon                                         | Gespa        | Maria Xaràpova            | 1−6, 4−6               |
| Finalista  | 9.   | 19 de juliol de 2004   | Los Angeles                                       | Dura         | Lindsay Davenport         | 1−6, 3−6               |
| Guanyadora | 25.  | 26 de setembre de 2004 | Pequín, Xina                                      | Dura         | Svetlana Kuznetsova       | 4−6, 7−5, 6−4          |
| Finalista  | 10.  | 8 de novembre de 2004  | WTA Tour Championships, Los Angeles (2)           | Dura         | Maria Xaràpova            | 6−4, 2−6, 4−6          |
| Guanyadora | 26.  | 29 de gener de 2005    | Open d'Austràlia (2)                              | Dura         | Lindsay Davenport         | 2−6, 6−3, 6−0          |
| Guanyadora | 27.  | 27 de gener de 2007    | Open d'Austràlia (3)                              | Dura         | Maria Xaràpova            | 6−1, 6−2               |
| Guanyadora | 28.  | 31 de març de 2007     | Miami (4)                                         | Dura         | Justine Henin             | 0−6, 7−5, 6−3          |
| Finalista  | 11.  | 14 d'octubre de 2007   | Moscou, Rússia                                    | Dura         | Ielena Deméntieva         | 7−5, 1−6, 1−6          |
| Guanyadora | 29.  | 9 de març de 2008      | Bangalore, Índia                                  | Dura         | Patty Schnyder            | 7−5, 6−3               |
| Guanyadora | 30.  | 5 d'abril de 2008      | Miami (5)                                         | Dura         | Jelena Janković           | 6−1, 5−7, 6−3          |
| Guanyadora | 31.  | 20 d'abril de 2008     | Charleston                                        | Terra batuda | Vera Zvonariova           | 6−4, 3−6, 6−3          |
| Finalista  | 12.  | 5 de juliol de 2008    | Wimbledon (2)                                     | Gespa        | Venus Williams            | 5−7, 4−6               |
| Guanyadora | 32.  | 7 de setembre de 2008  | US Open (3)                                       | Dura         | Jelena Janković           | 6−4, 7−5               |
| Guanyadora | 33.  | 31 de gener de 2009    | Open d'Austràlia (4)                              | Dura         | Dinara Safina             | 6−0, 6−3               |
| Finalista  | 13.  | 5 d'abril de 2009      | Miami (2)                                         | Dura         | Viktória Azàrenka         | 3−6, 1−6               |
| Guanyadora | 34.  | 5 de juliol de 2009    | Wimbledon (3)                                     | Gespa        | Venus Williams            | 7−6(3), 6−2            |
| Guanyadora | 35.  | 1 de novembre de 2009  | WTA Tour Championships, Doha (2)                  | Dura         | Venus Williams            | 6−2, 7−6(4)            |
| Finalista  | 14.  | 15 de gener de 2010    | Sydney, Austràlia                                 | Dura         | Ielena Deméntieva         | 3−6, 2−6               |
| Guanyadora | 36.  | 30 de gener de 2010    | Open d'Austràlia (5)                              | Dura         | Justine Henin             | 6−4, 3−6, 6−2          |
| Guanyadora | 37.  | 4 de juliol de 2010    | Wimbledon (4)                                     | Gespa        | Vera Zvonariova           | 6−3, 6−2               |
| Guanyadora | 38.  | 31 de juliol de 2011   | Stanford, Estats Units                            | Dura         | Marion Bartoli            | 7−5, 6−1               |
| Guanyadora | 39.  | 14 d'agost de 2011     | Toronto (2)                                       | Dura         | Samantha Stosur           | 6−4, 6−2               |
| Finalista  | 15.  | 11 de setembre de 2011 | US Open (2)                                       | Dura         | Samantha Stosur           | 2−6, 3−6               |
| Guanyadora | 40.  | 8 d'abril de 2012      | Charleston (2)                                    | Terra batuda | Lucie Šafářová            | 6−0, 6−1               |
| Guanyadora | 41.  | 13 de maig de 2012     | Madrid, Espanya                                   | Terra batuda | Viktória Azàrenka         | 6−1, 6−3               |
| Guanyadora | 42.  | 7 de juliol de 2012    | Wimbledon (5)                                     | Gespa        | Agnieszka Radwańska       | 6−1, 5−7, 6−2          |
| Guanyadora | 43.  | 15 de juliol de 2012   | Stanford (2)                                      | Dura         | Coco Vandeweghe           | 7−5, 6−3               |
| Guanyadora | 44.  | 4 d'agost de 2012      | Jocs Olímpics, Londres, Regne Unit                | Gespa        | Maria Xaràpova            | 6−0, 6−1               |
| Guanyadora | 45.  | 9 de setembre de 2012  | US Open (4)                                       | Dura         | Viktória Azàrenka         | 6−2, 2−6, 7−5          |
| Guanyadora | 46.  | 28 d'octubre de 2012   | WTA Tour Championships, Istanbul, Turquia (3)     | Dura (i)     | Maria Xaràpova            | 6−4, 6−3               |
| Guanyadora | 47.  | 5 de gener de 2013     | Brisbane, Austràlia                               | Dura         | Anastassia Pavliutxénkova | 6−2, 6−1               |
| Finalista  | 16.  | 17 de febrer de 2013   | Doha, Qatar                                       | Dura         | Viktória Azàrenka         | 6−7(6), 6−2, 3−6       |
| Guanyadora | 48.  | 31 de març de 2013     | Miami (6)                                         | Dura         | Maria Xaràpova            | 4−6, 6−3, 6−0          |
| Guanyadora | 49.  | 7 d'abril de 2013      | Charleston (3)                                    | Terra batuda | Jelena Janković           | 3−6, 6−0, 6−2          |
| Guanyadora | 50.  | 12 de maig de 2013     | Madrid (2)                                        | Terra batuda | Maria Xaràpova            | 6−1, 6−4               |
| Guanyadora | 51.  | 19 de maig de 2013     | Roma (2)                                          | Terra batuda | Viktória Azàrenka         | 6−1, 6−3               |
| Guanyadora | 52.  | 8 de juny de 2013      | Roland Garros (2)                                 | Terra batuda | Maria Xaràpova            | 6−4, 6−4               |
| Guanyadora | 53.  | 22 de juliol de 2013   | Bastad, Suècia                                    | Terra batuda | Johanna Larsson           | 6−4, 6−1               |
| Guanyadora | 54.  | 11 d'agost de 2013     | Toronto (3)                                       | Dura         | Sorana Cîrstea            | 6−2, 6−0               |
| Finalista  | 17.  | 18 d'agost de 2013     | Cincinnati, Estats Units                          | Dura         | Viktória Azàrenka         | 6−2, 2−6, 6−7(6)       |
| Guanyadora | 55.  | 8 de setembre de 2013  | US Open (5)                                       | Dura         | Viktória Azàrenka         | 7−5, 6−7(6), 6−1       |
| Guanyadora | 56.  | 6 d'octubre de 2013    | Pequín (2)                                        | Dura         | Jelena Janković           | 6−2, 6−2               |
| Guanyadora | 57.  | 27 d'octubre de 2013   | WTA Tour Championships, Istanbul (4)              | Dura (i)     | Li Na                     | 2−6, 6−3, 6−0          |
| Guanyadora | 58.  | 4 de gener de 2014     | Brisbane (2)                                      | Dura         | Viktória Azàrenka         | 6−4, 7−5               |
| Guanyadora | 59.  | 29 de març de 2014     | Miami (7)                                         | Dura         | Li Na                     | 7−5, 6−1               |
| Guanyadora | 60.  | 18 de maig de 2014     | Roma (3)                                          | Terra batuda | Sara Errani               | 6−3, 6−0               |
| Guanyadora | 61.  | 3 d'agost de 2014      | Stanford (3)                                      | Dura         | Angelique Kerber          | 7−6(1), 6−3            |
| Guanyadora | 62.  | 17 d'agost de 2014     | Cincinnati                                        | Dura         | Ana Ivanović              | 6−4, 6−1               |
| Guanyadora | 63.  | 7 de setembre de 2014  | US Open (6)                                       | Dura         | Caroline Wozniacki        | 6−3, 6−3               |
| Guanyadora | 64.  | 26 d'octubre de 2014   | WTA Finals, Singapur (5)                          | Dura (i)     | Simona Halep              | 6−3, 6−0               |
| Guanyadora | 65.  | 31 de gener de 2015    | Open d'Austràlia (6)                              | Dura         | Maria Xaràpova            | 6−3, 7−6(5)            |
| Guanyadora | 66.  | 4 d'abril de 2015      | Miami (8)                                         | Dura         | Carla Suárez Navarro      | 6−2, 6−0               |
| Guanyadora | 67.  | 6 de juny de 2015      | Roland Garros (3)                                 | Terra batuda | Lucie Šafářová            | 6−3, 6−7(2), 6−2       |
| Guanyadora | 68.  | 11 de juliol de 2015   | Wimbledon (6)                                     | Gespa        | Garbiñe Muguruza          | 6−4, 6−4               |
| Guanyadora | 69.  | 23 d'agost de 2015     | Cincinnati (2)                                    | Dura         | Simona Halep              | 6−3, 7−6(5)            |
| Finalista  | 18.  | 30 de gener de 2016    | Open d'Austràlia                                  | Dura         | Angelique Kerber          | 4−6, 6−3, 4−6          |
| Finalista  | 19.  | 19 de març de 2016     | Indian Wells                                      | Dura         | Viktória Azàrenka         | 4−6, 4−6               |
| Guanyadora | 70.  | 15 de maig de 2016     | Roma (4)                                          | Terra batuda | Madison Keys              | 7−5(5), 6−3            |
| Finalista  | 20.  | 4 de juny de 2016      | Roland Garros                                     | Terra batuda | Garbiñe Muguruza          | 5−7, 4−6               |
| Guanyadora | 71.  | 9 de juliol de 2016    | Wimbledon (7)                                     | Gespa        | Angelique Kerber          | 7−5, 6−3               |
| Guanyadora | 72.  | 28 de gener de 2017    | Open d'Austràlia (7)                              | Dura         | Venus Williams            | 6−4, 6−4               |
| Finalista  | 21.  | 15 de juliol de 2018   | Wimbledon (3)                                     | Gespa        | Angelique Kerber          | 3−6, 3−6               |
| Finalista  | 22.  | 8 de setembre de 2018  | US Open (3)                                       | Dura         | Naomi Osaka               | 2−6, 4−6               |
| Finalista  | 23.  | 15 de juliol de 2018   | Wimbledon (4)                                     | Gespa        | Simona Halep              | 2−6, 2−6               |
| Finalista  | 24.  | 11 d'agost de 2019     | Toronto (2)                                       | Dura         | Bianca Andreescu          | 1−3, retirada          |
| Finalista  | 25.  | 7 de setembre de 2019  | US Open (4)                                       | Dura         | Bianca Andreescu          | 3−6, 5−7               |
| Guanyadora | 73.  | 12 de gener de 2020    | Auckland, Nova Zelanda                            | Dura         | Jessica Pegula            | 6−3, 6−4               |

#### Períodes com a número 1
| Núm. | Precedida per     | Dates                   | Succeïda per       | Setmanes | Acumulat |
| ---- | ----------------- | ----------------------- | ------------------ | -------- | -------- |
| 1.   | Venus Williams    | 08/07/2002 − 10/08/2003 | Kim Clijsters      | 57       | 57       |
| 2.   | Ana Ivanović      | 08/09/2008 − 05/10/2008 | Jelena Janković    | 4        | 61       |
| 3.   | Jelena Janković   | 02/02/2009 − 19/04/2009 | Dinara Safina      | 11       | 72       |
| 4.   | Dinara Safina     | 12/10/2009 − 25/10/2009 | Dinara Safina      | 2        | 74       |
| 5.   | Dinara Safina     | 12/11/2009 − 10/10/2010 | Caroline Wozniacki | 49       | 123      |
| 6.   | Viktória Azàrenka | 17/02/2013 − 11/09/2016 | Angelique Kerber   | 186      | 309      |
| 7.   | Angelique Kerber  | 30/01/2017 − 12/03/2017 | Angelique Kerber   | 6        | 315      |
| 8.   | Angelique Kerber  | 24/04/2017 − 14/05/2017 | Angelique Kerber   | 3        | 318      |

### Dobles: 25 (23−2)
| Abans de 2009                | Després de 2009         |
| ---------------------------- | ----------------------- |
| Grand Slam (14−0)            |                         |
| Jocs Olímpics Or (3)         |                         |
| WTA Tour Championships (0−0) |                         |
| Tier I (1−0)                 | Premier Mandatory (0−0) |
| Tier II (2−1)                | Premier 5 (0−0)         |
| Tier III (1−0)               | Premier (2−0)           |
| Tier IV i V (0−0)            | International (0−1)     |

| Títols per superfície |
| --------------------- |
| Dura (10−2)           |
| Gespa (7−0)           |
| Terra batuda (3−0)    |
| Moqueta (3−0)         |

| Resultat   | Núm. | Data                   | Torneig                                | Superfície   | Parella             | Oponents                            | Marcador         |
| ---------- | ---- | ---------------------- | -------------------------------------- | ------------ | ------------------- | ----------------------------------- | ---------------- |
| Guanyadora | 1.   | 23 de febrer de 1998   | Memphis, Estats Units                  | Dura         | Venus Williams      | Cătălina Cristea Kristine Kunce     | 7−5, 6−2         |
| Guanyadora | 2.   | 12 d'octubre de 1998   | Zuric, Suïssa                          | Dura         | Venus Williams      | Mariaan de Swardt Elena Tatarkova   | 5−7, 6−1, 6−3    |
| Guanyadora | 3.   | 15 de febrer de 1999   | Hannover, Alemanya                     | Moqueta      | Venus Williams      | Alexandra Fusai Nathalie Tauziat    | 5−7, 6−2, 6−2    |
| Guanyadora | 4.   | 24 de maig de 1999     | Roland Garros, França                  | Terra batuda | Venus Williams      | Martina Hingis Anna Kúrnikova       | 6−3, 6−7(2), 8−6 |
| Finalista  | 1.   | 8 d'agost de 1999      | San Diego, Estats Units                | Dura         | Venus Williams      | Lindsay Davenport Corina Morariu    | 4−6, 1−6         |
| Guanyadora | 5.   | 30 d'agost de 1999     | US Open, Estats Units                  | Dura         | Venus Williams      | Chanda Rubin Sandrine Testud        | 4−6, 6−1, 6−4    |
| Guanyadora | 6.   | 26 de juny de 2000     | Wimbledon, Regne Unit                  | Gespa        | Venus Williams      | Julie Halard-Decugis Ai Sugiyama    | 6−3, 6−2         |
| Guanyadora | 7.   | 18 de setembre de 2000 | Jocs Olímpics, Sydney, Austràlia       | Dura         | Venus Williams      | Kristie Boogert Miriam Oremans      | 6−1, 6−1         |
| Guanyadora | 8.   | 15 de gener de 2001    | Open d'Austràlia, Austràlia            | Dura         | Venus Williams      | Lindsay Davenport Corina Morariu    | 6−2, 4−6, 6−4    |
| Guanyadora | 9.   | 24 de juny de 2002     | Wimbledon (2)                          | Gespa        | Venus Williams      | Virginia Ruano Pascual Paola Suárez | 6−2, 7−5         |
| Guanyadora | 10.  | 24 de setembre de 2002 | Leipzig, Alemanya                      | Moqueta      | Alexandra Stevenson | Janette Husárová Paola Suárez       | 6−3, 7−5         |
| Guanyadora | 11.  | 13 de gener de 2003    | Open d'Austràlia (2)                   | Dura         | Venus Williams      | Virginia Ruano Paola Suárez         | 4–6, 6–4, 6–3    |
| Guanyadora | 12.  | 5 de juliol de 2008    | Wimbledon (3)                          | Gespa        | Venus Williams      | Lisa Raymond Samantha Stosur        | 6–2, 6–2         |
| Guanyadora | 13.  | 17 d'agost de 2008     | Jocs Olímpics, Pequín, Xina (2)        | Dura         | Venus Williams      | A. Medina Garrigues Virginia Ruano  | 6−2, 6−0         |
| Guanyadora | 14.  | 30 de gener de 2009    | Open d'Austràlia (3)                   | Dura         | Venus Williams      | Ai Sugiyama Daniela Hantuchová      | 6−3, 6−3         |
| Guanyadora | 15.  | 4 de juliol de 2009    | Wimbledon (4)                          | Gespa        | Venus Williams      | Samantha Stosur Rennae Stubbs       | 7−6(4), 6−4      |
| Guanyadora | 16.  | 2 d'agost de 2009      | Stanford, Califòrnia, Estats Units     | Dura         | Venus Williams      | Yung-jan Chan Monica Niculescu      | 6−4, 6−1         |
| Guanyadora | 17.  | 14 de setembre de 2009 | US Open (2)                            | Dura         | Venus Williams      | Cara Black Liezel Huber             | 6−2, 6−2         |
| Guanyadora | 18.  | 29 de gener de 2010    | Open d'Austràlia (4)                   | Dura         | Venus Williams      | Cara Black Liezel Huber             | 6−4, 6−3         |
| Guanyadora | 19.  | 15 de maig de 2010     | Madrid, Espanya                        | Terra batuda | Venus Williams      | Gisela Dulko Flavia Pennetta        | 6−2, 7−5         |
| Guanyadora | 20.  | 4 de juny de 2010      | Roland Garros (2)                      | Terra batuda | Venus Williams      | Kveta Peschke Katarina Srebotnik    | 6−2, 6−3         |
| Guanyadora | 21.  | 7 de juliol de 2012    | Wimbledon (5)                          | Gespa        | Venus Williams      | Andrea Hlavacková Lucie Hradecká    | 7−5, 6−4         |
| Guanyadora | 22.  | 5 d'agost de 2012      | Jocs Olímpics, Londres, Regne Unit (3) | Gespa        | Venus Williams      | Andrea Hlavacková Lucie Hradecká    | 6−4, 6−4         |
| Guanyadora | 23.  | 9 de juliol de 2016    | Wimbledon (6)                          | Gespa        | Venus Williams      | Timea Babos Iaroslava Xvédova       | 6−3, 6−4         |
| Finalista  | 2.   | 12 de gener de 2020    | Auckland, Nova Zelanda                 | Dura         | Caroline Wozniacki  | Asia Muhammad Taylor Townsend       | 4−6, 4−6         |

#### Períodes com a número 1
| Núm. | Precedida per | Dates                   | Succeïda per | Setmanes | Acumulat |
| ---- | ------------- | ----------------------- | ------------ | -------- | -------- |
| 1.   | Liezel Huber  | 07/06/2010 − 01/08/2010 | Liezel Huber | 8        | 8        |

### Dobles mixts: 4 (2−2)
| Resultat   | Núm. | Data | Torneig                     | Superfície   | Parella    | Oponents                        | Marcador         |
| ---------- | ---- | ---- | --------------------------- | ------------ | ---------- | ------------------------------- | ---------------- |
| Finalista  | 1.   | 1998 | Roland Garros, França       | Terra batuda | Luis Lobo  | Venus Williams Justin Gimelstob | 4−6, 4−6         |
| Guanyadora | 1.   | 1998 | Wimbledon, Regne Unit       | Gespa        | Maks Mirni | Mirjana Lučić Mahesh Bhupathi   | 6−4, 6−4         |
| Guanyadora | 2.   | 1998 | US Open, Estats Units       | Dura         | Max Mirnyi | Lisa Raymond Patrick Galbraith  | 6−2, 6−2         |
| Finalista  | 2.   | 1999 | Open d'Austràlia, Austràlia | Dura         | Max Mirnyi | Mariaan de Swardt David Adams   | 4−6, 6−4, 6−7(5) |

### Equips: 4 (3−1)
| Resultat   | Núm. | Data                | Torneig                       | Superfície | Equip                            | Oponents                                           | Resultat |
| ---------- | ---- | ------------------- | ----------------------------- | ---------- | -------------------------------- | -------------------------------------------------- | -------- |
| Guanyadora | 1.   | 1999                | Copa Federació                | Dura       | Lindsay Davenport Venus Williams | Elena Makàrova Elena Likhovtseva Ielena Deméntieva | 4–1      |
| Guanyadora | 2.   | 2003                | Copa Hopman, Perth, Austràlia | Dura       | James Blake                      | Alicia Molik Lleyton Hewitt                        | 3–0      |
| Guanyadora | 3.   | 2008                | Copa Hopman (2)               | Dura       | Mardy Fish                       | Jelena Janković Novak Đoković                      | 2–1      |
| Finalista  | 1.   | 10 de gener de 2015 | Copa Hopman                   | Dura       | John Isner                       | Agnieszka Radwańska Jerzy Janowicz                 | 1−2      |

## Rivalitats

### Serena Williams−Venus Williams
Les germanes Williams han mantingut una gran rivalitat des de finals de la dècada del 1990 fins a la dècada del 2020. Els diversos problemes físics en forma de lesions i malalties que han patit en les respectives ha provocat que aquest rivalitat no s'hagi reproduït en més enfrontaments tenint en compte que van ser número 1 del rànquing individual i van dominar una època. Destaca el fet inèdit fins aquell moment que van disputar quatre finals de Grans Slam consecutives entre 2002 i 2003. Venus va dominar els primers enfrontaments bàsicament per la seva superioritat física en ser la germana gran, però ja en igualtat física, Serena va remuntar la diferència. A més, degut als problemes físics que va patir Venus al final de la seva carrera en patir la síndrome de Sjögren, els enfrontaments van ser més esporàdics i amb clara superioritat per Serena. Malgrat la llarga rivalitat i competitivitat, ambdues germanes sempre han mantingut una relació personal molt íntima i han seguit formant parella en partits de dobles amb molt èxit sempre que el seu estat físic els ho ha permès.
S'han enfrontat en un total de 31 ocasions des de 1988, dels quals Serena n'ha guanyat 19 per 12 derrotes. Quinze d'aquest enfrontaments s'han produït en Grans Slams, dels quals nou han estat finals. Serena és superior en totes les superfícies però la diferència és força mínima. Sobre pista dura, el resultat és de 12–9, sobre terra batuda 2–1, en gespa 4–2, i en moqueta 1–0.
| Núm. | Any  | Torneig           | Categoria | Superfície   | Ronda | Guanyadora | Resultat         | Serena | Venus |
| ---- | ---- | ----------------- | --------- | ------------ | ----- | ---------- | ---------------- | ------ | ----- |
| 1.   | 1998 | Open d'Austràlia  | GS        | Dura         | 2R    | Venus      | 6−3, 6−3         | 0      | 1     |
| 2.   | 1999 | Roma              | T1        | Terra batuda | QF    | Venus      | 6−4, 6−2         | 0      | 2     |
| 3.   | 1999 | Miami             | T1        | Dura         | F     | Venus      | 6−1, 4−6, 6−4    | 0      | 3     |
| 4.   | 1999 | Grand Slam Cup    | GSC       | Moqueta (i)  | F     | Serena     | 6−1, 3−6, 6−3    | 1      | 3     |
| 5.   | 2000 | Wimbledon         | GS        | Gespa        | SF    | Venus      | 6−2, 7−6(3)      | 1      | 4     |
| −    | 2001 | Indian Wells      | T1        | Dura         | SF    | Serena     | Renúncia         | 1      | 4     |
| 6.   | 2001 | US Open           | GS        | Dura         | F     | Venus      | 6−2, 6−4         | 2      | 5     |
| 7.   | 2002 | Miami             | T1        | Dura         | SF    | Serena     | 6−2, 6−2         | 2      | 5     |
| 8.   | 2002 | Roland Garros     | GS        | Terra batuda | F     | Serena     | 7−5, 6−3         | 3      | 5     |
| 9.   | 2002 | Wimbledon         | GS        | Gespa        | F     | Serena     | 7−6(4), 6−3      | 4      | 5     |
| 10.  | 2002 | US Open           | GS        | Dura         | F     | Serena     | 6−4, 6−3         | 5      | 5     |
| 11.  | 2003 | Open d'Austràlia  | GS        | Dura         | F     | Serena     | 7−6(4), 3−6, 6−4 | 6      | 5     |
| 12.  | 2003 | Wimbledon         | GS        | Gespa        | F     | Serena     | 4−6, 6−4, 6−2    | 7      | 5     |
| 13.  | 2005 | Miami             | T1        | Dura         | QF    | Venus      | 6−1, 7−6(8)      | 7      | 6     |
| 14.  | 2005 | US Open           | GS        | Dura         | 4R    | Venus      | 7−6(5), 6−2      | 7      | 7     |
| 15.  | 2008 | Bangalore         | T2        | Dura         | SF    | Serena     | 6−3, 3−6, 7−6(4) | 8      | 7     |
| 16.  | 2008 | Wimbledon         | GS        | Gespa        | F     | Venus      | 7−5, 6−4         | 8      | 8     |
| 17.  | 2008 | US Open           | GS        | Dura         | QF    | Serena     | 7−6(6), 7−6(7)   | 9      | 8     |
| 18.  | 2008 | WTA Championships | CM        | Dura         | RR    | Venus      | 5−7, 6−1, 6−0    | 9      | 9     |
| 19.  | 2009 | Dubai             | P5        | Dura         | SF    | Venus      | 6−1, 2−6, 7−6(3) | 9      | 10    |
| 20.  | 2009 | Miami             | PM        | Dura         | SF    | Serena     | 6−4, 3−6, 6−3    | 10     | 10    |
| 21.  | 2009 | Wimbledon         | GS        | Gespa        | F     | Serena     | 7−6(3), 6−2      | 11     | 10    |
| 22.  | 2009 | WTA Championships | CM        | Dura         | RR    | Serena     | 5−7, 6−4, 7−6(4) | 12     | 10    |
| 23.  | 2009 | WTA Championships | CM        | Dura         | F     | Serena     | 6−2, 7−6(4)      | 13     | 10    |
| 24.  | 2013 | Charleston        | P         | Terra batuda | SF    | Serena     | 6−1, 6−2         | 14     | 10    |
| 25.  | 2014 | Mont-real         | P5        | Dura         | SF    | Venus      | 6−7(2), 6−2, 6−3 | 14     | 11    |
| 26.  | 2015 | Wimbledon         | GS        | Gespa        | 4R    | Serena     | 6−4, 6−3         | 15     | 11    |
| 27.  | 2015 | US Open           | GS        | Dura         | QF    | Serena     | 6−2, 1−6, 6−3    | 16     | 11    |
| 28.  | 2017 | Open d'Austràlia  | GS        | Dura         | F     | Serena     | 6−4, 6−4         | 17     | 11    |
| 29.  | 2018 | Indian Wells      | PM        | Dura         | R3    | Venus      | 6−3, 6−4         | 17     | 12    |
| 30.  | 2018 | US Open           | GS        | Dura         | R3    | Serena     | 6−1, 6−2         | 18     | 12    |
| −    | 2019 | Roma              | P5        | Terra batuda | R2    | Venus      | Renúncia         | 18     | 12    |
| 31.  | 2020 | Lexington         | I         | Dura         | R2    | Serena     | 3−6, 6−3, 6−4    | 19     | 12    |

Dobles mixts
| Núm. | Any  | Torneig       | Categoria | Superfície   | Ronda | Guanyadors           | Perdedors        | Resultat | Serena | Venus |
| ---- | ---- | ------------- | --------- | ------------ | ----- | -------------------- | ---------------- | -------- | ------ | ----- |
| 1.   | 1998 | Roland Garros | GS        | Terra batuda | F     | Venus / J. Gimelstob | Serena / L. Lobo | 6−4, 6−4 | 0      | 1     |

### Williams−Xaràpova
Maria Xaràpova i Williams s'han enfrontat 22 vegades de les quals Serena domina amb molta claredat amb 20 victòries. Curiosament, Xaràpova va aconseguir les dues victòries en els tres primers enfrontaments i quan tot just havia superat la majoria d'edat, des de llavors (2004), Williams va guanyar tots els enfrontaments. Evidentment, Williams també domina els enfrontaments en totes les superfícies: 13 a 1 en pista dura, 3 a 1 sobre gespa, i 4 victòries sense derrota en terra batuda.
| Núm. | Any  | Torneig                | Categoria | Superfície   | Ronda | Guanyadora | Resultat      | Serena | Xaràpova |
| ---- | ---- | ---------------------- | --------- | ------------ | ----- | ---------- | ------------- | ------ | -------- |
| 1.   | 2004 | Miami                  | T1        | Dura         | 4R    | Williams   | 6−4, 6−3      | 1      | 0        |
| 2.   | 2004 | Wimbledon              | GS        | Gespa        | F     | Xaràpova   | 6−1, 6−4      | 1      | 1        |
| 3.   | 2004 | WTA Tour Championships | CM        | Dura         | F     | Xaràpova   | 4−6, 6−2, 6−4 | 1      | 2        |
| 4.   | 2005 | Open d'Austràlia       | GS        | Dura         | SF    | Williams   | 2−6, 7−5, 8−6 | 2      | 2        |
| 5.   | 2007 | Open d'Austràlia       | GS        | Dura         | F     | Williams   | 6−1, 6−2      | 3      | 2        |
| 6.   | 2007 | Miami                  | T1        | Dura         | 4R    | Williams   | 6−1, 6−1      | 4      | 2        |
| 7.   | 2008 | Charleston             | T1        | Terra batuda | QF    | Williams   | 7−5, 4−6, 6−1 | 5      | 2        |
| 8.   | 2010 | Wimbledon              | GS        | Gespa        | 4R    | Williams   | 7−6(9), 6−4   | 6      | 2        |
| 9.   | 2011 | Stanford               | P         | Dura         | QF    | Williams   | 6−1, 6−3      | 7      | 2        |
| 10.  | 2012 | Madrid                 | PM        | Terra batuda | QF    | Williams   | 6−1, 6−3      | 8      | 2        |
| 11.  | 2012 | Jocs Olímpics, Londres | JO        | Gespa        | F     | Williams   | 6−0, 6−1      | 9      | 2        |
| 12.  | 2012 | WTA Championships      | CM        | Dura         | F     | Williams   | 6−4, 6−3      | 10     | 2        |
| 13.  | 2013 | Doha                   | P5        | Dura         | SF    | Williams   | 6−3, 6−2      | 11     | 2        |
| 14.  | 2013 | Miami                  | PM        | Dura         | F     | Williams   | 4−6, 6−3, 6−0 | 12     | 2        |
| 15.  | 2013 | Madrid                 | PM        | Terra batuda | F     | Williams   | 6−1, 6−4      | 13     | 2        |
| 16.  | 2013 | Roland Garros          | GS        | Terra batuda | F     | Williams   | 6−4, 6−4      | 14     | 2        |
| 17.  | 2014 | Brisbane               | P         | Dura         | SF    | Williams   | 6−2, 7−6(7)   | 15     | 2        |
| 18.  | 2014 | Miami                  | PM        | Dura         | SF    | Williams   | 6−4, 6−3      | 16     | 2        |
| 19.  | 2015 | Open d'Austràlia       | GS        | Dura         | F     | Williams   | 6−3, 7−6(5)   | 17     | 2        |
| 20.  | 2015 | Wimbledon              | GS        | Gespa        | SF    | Williams   | 6−2, 6−4      | 18     | 2        |
| 21.  | 2016 | Open d'Austràlia       | GS        | Dura         | QF    | Williams   | 6−4, 6−1      | 19     | 2        |
| −    | 2018 | Roland Garros          | GS        | Terra batuda | 4R    | Xaràpova   | Renúncia      | 19     | 2        |
| 21.  | 2019 | US Open                | GS        | Dura         | 1R    | Williams   | 6−1, 6−1      | 20     | 2        |

### Williams−Azàrenka
Viktória Azàrenka i Williams s'han enfrontat 23 vegades (més una renúncia d'Azàrenka) de les quals Serena domina amb molta claredat amb 18 victòries. Williams domina sobre totes les superfícies, de fet, Azàrenka només ha aconseguit superar-la en pista dura. Williams ha aconseguit 4 victòries sobre gespa i 4 més sobre terra batuda, mentre que en pista dura, 11 victòries per 5 derrotes. Les quatre primeres victòries d'Azàrenka es van produir en finals de torneigs, i en la cinquena tot just fou la primera en un torneig de Grand Slam.
| Núm. | Any  | Torneig                | Categoria | Superfície   | Ronda | Guanyadora | Resultat            | Serena | Azàrenka |
| ---- | ---- | ---------------------- | --------- | ------------ | ----- | ---------- | ------------------- | ------ | -------- |
| 1.   | 2008 | Open d'Austràlia       | GS        | Dura         | 3R    | Williams   | 6−3, 6−4            | 1      | 0        |
| 2.   | 2009 | Open d'Austràlia       | GS        | Dura         | 4R    | Williams   | 3−6, 4−2, retirada  | 2      | 0        |
| 3.   | 2009 | Miami                  | PM        | Dura         | F     | Azàrenka   | 6−3, 6−1            | 2      | 1        |
| 4.   | 2009 | Wimbledon              | GS        | Gespa        | QF    | Williams   | 6−2, 6−3            | 3      | 1        |
| 5.   | 2010 | Open d'Austràlia       | GS        | Dura         | QF    | Williams   | 4−6, 7−6(4), 6−2    | 4      | 1        |
| 6.   | 2011 | Mont-real/Toronto      | P5        | Dura         | SF    | Williams   | 6−3, 6−3            | 5      | 1        |
| 7.   | 2011 | US Open                | GS        | Dura         | 3R    | Williams   | 6−1, 7−6(5)         | 6      | 1        |
| 8.   | 2012 | Madrid                 | PM        | Terra batuda | F     | Williams   | 6−1, 6−3            | 7      | 1        |
| 9.   | 2012 | Wimbledon              | GS        | Gespa        | SF    | Williams   | 6−3, 7−6(6)         | 8      | 1        |
| 10.  | 2012 | Jocs Olímpics, Londres | JO        | Gespa        | SF    | Williams   | 6−1, 6−2            | 9      | 1        |
| 11.  | 2012 | US Open                | GS        | Dura         | F     | Williams   | 6−2, 2−6, 7−5       | 10     | 1        |
| 12.  | 2012 | WTA Championships      | CM        | Dura         | RR    | Williams   | 6−4, 6−4            | 11     | 1        |
| −    | 2013 | Brisbane               | P         | Dura         | SF    | Williams   | Renúncia            | 11     | 1        |
| 13.  | 2013 | Doha                   | P5        | Dura         | F     | Azàrenka   | 7−6(6), 2−6, 6−3    | 11     | 2        |
| 14.  | 2013 | Roma                   | P5        | Terra batuda | F     | Williams   | 6−1, 6−3            | 12     | 2        |
| 15.  | 2013 | Cincinnati             | P5        | Dura         | F     | Azàrenka   | 2−6, 6−2, 7−6(6)    | 12     | 3        |
| 16.  | 2013 | US Open                | GS        | Dura         | F     | Williams   | 7−5, 6−7(8), 6−1    | 13     | 3        |
| 17.  | 2014 | Brisbane               | P         | Dura         | F     | Williams   | 6−4, 7−5            | 14     | 3        |
| 18.  | 2015 | Madrid                 | PM        | Terra batuda | 3R    | Williams   | 7−6(5), 3−6, 7−6(1) | 15     | 3        |
| 19.  | 2015 | Roland Garros          | GS        | Terra batuda | 3R    | Williams   | 3−6, 6−4, 6−2       | 16     | 3        |
| 20.  | 2015 | Wimbledon              | GS        | Gespa        | QF    | Williams   | 3−6, 6−2, 6−3       | 17     | 3        |
| 21.  | 2016 | Indian Wells           | PM        | Dura         | F     | Azàrenka   | 6−4, 6−4            | 17     | 4        |
| 22.  | 2019 | Indian Wells           | PM        | Dura         | 2R    | Williams   | 7−5, 6−3            | 18     | 4        |
| 23.  | 2020 | US Open                | GS        | Dura         | SF    | Azàrenka   | 1−6, 6−3, 6−3       | 18     | 5        |

## Trajectòria

### Individual
| Torneig | 1997        | 1998        | 1999        | 2000 | 2001        | 2002        | 2003        | 2004 | 2005        | 2006        | 2007        | 2008 | 2009                 | 2010                 | 2011                 | 2012                 | 2013                 | 2014                 | 2015                 | 2016                 | 2017                 | 2018                 | 2019                 | 2020                 | 2021                 | 2022                 | Títols        | V − D         |
| --- | ----------- | ----------- | ----------- | ---- | ----------- | ----------- | ----------- | ---- | ----------- | ----------- | ----------- | ---- | -------------------- | -------------------- | -------------------- | -------------------- | -------------------- | -------------------- | -------------------- | -------------------- | -------------------- | -------------------- | -------------------- | -------------------- | -------------------- | -------------------- | ------------- | ------------- |
| Grand Slams |             |             |             |      |             |             |             |      |             |             |             |      |                      |                      |                      |                      |                      |                      |                      |                      |                      |                      |                      |                      |                      |                      |               |               |
| Open d'Austràlia | A           | 2R          | 3R          | 4R   | QF          | A           | G           | A    | G           | 3R          | G           | QF   | G                    | G                    | A                    | 4R                   | QF                   | 4R                   | G                    | F                    | G                    | A                    | QF                   | 3R                   | SF                   | A                    | 7 / 20        | 92 – 13       |
| Roland Garros | A           | 4R          | 3R          | A    | QF          | G           | SF          | QF   | QF          | A           | QF          | 3R   | QF                   | QF                   | A                    | 1R                   | G                    | 2R                   | G                    | F                    | A                    | 4R                   | 3R                   | 2R                   | 4R                   | A                    | 3 / 19        | 69 – 15       |
| Wimbledon | A           | 3R          | A           | SF   | QF          | G           | G           | F    | 3R          | A           | QF          | F    | G                    | G                    | 4R                   | G                    | 4R                   | 3R                   | G                    | G                    | A                    | F                    | F                    | NC                   | 1R                   | 1R                   | 7 / 21        | 98 – 14       |
| US Open | A           | 3R          | G           | QF   | F           | G           | A           | QF   | 4R          | 4R          | QF          | G    | SF                   | A                    | F                    | G                    | G                    | G                    | SF                   | SF                   | A                    | F                    | F                    | SF                   | A                    | 3R                   | 6 / 21        | 108 – 15      |
| Victòries−Derrotes | 0−0         | 8−4         | 11−2        | 12−3 | 18−4        | 21−0        | 19−1        | 14−3 | 12−2        | 5−2         | 19−3        | 19−3 | 23−2                 | 18−1                 | 9−2                  | 17−2                 | 21−2                 | 13−3                 | 26−1                 | 24−3                 | 7−0                  | 15−2                 | 18−4                 | 8−2                  | 8−3                  | 2−2                  | 23 / 81       | 367 – 56      |
| Altres |             |             |             |      |             |             |             |      |             |             |             |      |                      |                      |                      |                      |                      |                      |                      |                      |                      |                      |                      |                      |                      |                      |               |               |
| Jocs Olímpics | No celebrat | No celebrat | No celebrat | A    | No celebrat | No celebrat | No celebrat | A    | No celebrat | No celebrat | No celebrat | QF   | No celebrat          | No celebrat          | No celebrat          | G                    | No celebrat          | No celebrat          | No celebrat          | 3R                   | No celebrat          | No celebrat          | No celebrat          | No celebrat          | A                    | NC                   | 1 / 3         | 11 – 2        |
| WTA Championships | A           | A           | A           | A    | G           | F           | A           | F    | A           | A           | RR          | RR   | G                    | A                    | A                    | G                    | G                    | G                    | A                    | A                    | A                    | A                    | A                    | NC                   | A                    | A                    | 5 / 9         | 29 – 6        |
| Estadístiques |             |             |             |      |             |             |             |      |             |             |             |      |                      |                      |                      |                      |                      |                      |                      |                      |                      |                      |                      |                      |                      |                      |               |               |
| Títols/Finals | 0/0         | 0/0         | 5/6         | 3/5  | 3/4         | 8/10        | 4/5         | 2/5  | 1/1         | 0/0         | 2/3         | 4/5  | 3/4                  | 2/3                  | 2/3                  | 7/7                  | 11/13                | 7/7                  | 5/5                  | 2/5                  | 1/1                  | 0/2                  | 0/3                  | 1/1                  | 0/0                  | 0/0                  | 73 / 98 / 240 | 73 / 98 / 240 |
| Dura V−D | 2−2         | 19−7        | 29−4        | 25−5 | 27−5        | 28−3        | 15−0        | 23−5 | 16−4        | 12−4        | 22−4        | 27−5 | 39−8                 | 10−1                 | 18−1                 | 28−3                 | 47−3                 | 41−5                 | 30−2                 | 20−5                 | 8−1                  | 9−5                  | 16−4                 | 16−5                 | 8−1                  | 3−3                  | 541 – 95      | 541 – 95      |
| Terra batuda V−D | 0−0         | 6−2         | 7−3         | 0−1  | 4−1         | 17−2        | 12−3        | 10−3 | 2−2         | 0−0         | 6−3         | 11−2 | 4−4                  | 8−3                  | 0−0                  | 17−1                 | 28−0                 | 9−2                  | 16−1                 | 11−1                 | 0−0                  | 3−0                  | 3−1                  | 1−0                  | 4−3                  | 0−0                  | 179 – 38      | 179 – 38      |
| Gespa V−D | 0−0         | 4−2         | 0−0         | 5−1  | 4−1         | 7−0         | 7−0         | 6−1  | 2−1         | 0−0         | 4−1         | 6−1  | 7−0                  | 7−0                  | 4−2                  | 13−0                 | 3−1                  | 2−1                  | 7−0                  | 7−0                  | 0−0                  | 6−1                  | 6−1                  | 0−0                  | 0−1                  | 0−1                  | 107 – 16      | 107 – 16      |
| Moqueta V−D | 7−3         | 0−0         | 5−0         | 7−1  | 3−0         | 4−0         | 4−0         | 0−0  | 1−0         | 0−0         | 3−2         | 0−0  | Superfície eliminada | Superfície eliminada | Superfície eliminada | Superfície eliminada | Superfície eliminada | Superfície eliminada | Superfície eliminada | Superfície eliminada | Superfície eliminada | Superfície eliminada | Superfície eliminada | Superfície eliminada | Superfície eliminada | Superfície eliminada | 34 – 7        | 34 – 7        |
| Total Victòries−Derrotes | 9−5         | 29−11       | 41−7        | 37−8 | 38−7        | 56−5        | 38−3        | 39−9 | 21−7        | 12−4        | 35−10       | 44−8 | 50−12                | 25−4                 | 22−3                 | 58−4                 | 78−4                 | 52−8                 | 53−3                 | 38−6                 | 8−1                  | 18−6                 | 25−6                 | 17−5                 | 12−5                 | 3−4                  | 849 – 152     | 849 – 152     |
| Rànquing a final d'any | 99          | 20          | 4           | 6    | 6           | 1           | 3           | 7    | 11          | 95          | 7           | 2    | 1                    | 4                    | 12                   | 3                    | 1                    | 1                    | 1                    | 2                    | 22                   | 16                   | 10                   | 11                   | 41                   | 320                  |               |               |
| Llegenda: G: Guanyadora; F: Finalista; SF: Semifinalista; QF: Quarts de final; Q: Qualificació; A: Absent; RR: Round Robin; |             |             |             |      |             |             |             |      |             |             |             |      |                      |                      |                      |                      |                      |                      |                      |                      |                      |                      |                      |                      |                      |                      |               |               |

### Dobles femenins
| Torneig | 1997        | 1998        | 1999        | 2000 | 2001        | 2002        | 2003        | 2004 | 2005        | 2006        | 2007        | 2008 | 2009        | 2010        | 2011        | 2012 | 2013        | 2014        | 2015        | 2016 | 2017        | 2018        | 2019        | 2020        | 2021 | 2022 | Títols   | V − D    |
| --- | ----------- | ----------- | ----------- | ---- | ----------- | ----------- | ----------- | ---- | ----------- | ----------- | ----------- | ---- | ----------- | ----------- | ----------- | ---- | ----------- | ----------- | ----------- | ---- | ----------- | ----------- | ----------- | ----------- | ---- | ---- | -------- | -------- |
| Open d'Austràlia | A           | 3R          | SF          | A    | G           | A           | G           | A    | A           | A           | A           | QF   | G           | G           | A           | A    | QF          | A           | A           | A    | A           | A           | A           | A           | A    | A    | 4 / 8    | 36 – 4   |
| Roland Garros | A           | A           | G           | A    | A           | A           | A           | A    | A           | A           | A           | A    | 3R          | G           | A           | A    | 1R          | A           | A           | 3R   | A           | 3R          | A           | A           | A    | A    | 2 / 6    | 17 – 4   |
| Wimbledon | A           | 1R          | A           | G    | 3R          | G           | 3R          | A    | A           | A           | 2R          | G    | G           | QF          | A           | G    | A           | 2R          | A           | G    | A           | A           | A           | A           | A    | A    | 6 / 12   | 45 – 6   |
| US Open | 1R          | A           | G           | SF   | 3R          | A           | A           | A    | A           | A           | A           | A    | G           | A           | A           | 3R   | SF          | QF          | A           | A    | A           | A           | A           | A           | A    | 1R   | 2 / 9    | 27 – 7   |
| Jocs Olímpics | No celebrat | No celebrat | No celebrat | G    | No celebrat | No celebrat | No celebrat | A    | No celebrat | No celebrat | No celebrat | G    | No celebrat | No celebrat | No celebrat | G    | No celebrat | No celebrat | No celebrat | 1R   | No celebrat | No celebrat | No celebrat | No celebrat | A    | NC   | 3 / 4    | 15 – 1   |
| Total Victòries−Derrotes | 4−2         | 16−5        | 29−4        | 15−0 | 10−2        | 11−1        | 9−1         | 0−0  | 0−0         | 0−0         | 1−0         | 16−2 | 24−2        | 18−1        | 0−0         | 13−1 | 7−2         | 4−3         | 0−1         | 8−3  | 0−0         | 2−2         | 0−0         | 3−1         | 0−0  | 2−1  | 192 – 35 | 192 – 35 |
| Rànquing a final d'any | 121         | 36          | 10          | 54   | 54          | 25          | −           | −    | −           | −           | −           | 28   | 3           | 11          | −           | 31   | 63          | 133         | −           | 31   | −           | 292         | −           | 397         | 431  | −    |          |          |
| Llegenda: G: Guanyadora; F: Finalista; SF: Semifinalista; QF: Quarts de final; Q: Qualificació; A: Absent; RR: Round Robin; |             |             |             |      |             |             |             |      |             |             |             |      |             |             |             |      |             |             |             |      |             |             |             |             |      |      |          |          |

### Dobles mixts
| Open d'Austràlia | A | 1R | F      | Absent | Absent | Absent | Absent | Absent | Absent | Absent | Absent | 0 / 2 | 5 – 2 |
| Roland Garros | A | F  | Absent | Absent | Absent | Absent | 1R     | Absent | Absent | Absent | Absent | 0 / 2 | 5 – 2 |
| Wimbledon | A | G  | Absent | Absent | Absent | Absent | Absent | Absent | Absent | Absent | 3R     | 1 / 2 | 8 – 1 |
| US Open | A | G  | Absent | Absent | Absent | Absent | Absent | Absent | Absent | Absent | Absent | 1 / 1 | 6 – 0 |
| Llegenda: G: Guanyadora; F: Finalista; SF: Semifinalista; QF: Quarts de final; Q: Qualificació; A: Absent; RR: Round Robin; |   |    |        |        |        |        |        |        |        |        |        |       |       |

## Guardons
- WTA Player of the Year (7): 2002, 2008, 2009, 2012,[43] 2013, 2014, 2015[44]
- ITF World Champions individual (6): 2002, 2009, 2012, 2013, 2014, 2015
- WTA Doubles Team of the Year (2): 2000 (amb Venus Williams), 2009 (amb Venus Williams)
- ITF World Champions dobles (1): 2009 (amb Venus Williams)
- Laureus World Sports Award for Sportswoman of the Year (4): 2003, 2010, 2016, 2018
- Laureus World Sports Award for Comeback of the Year: (2007)
- WTA Most Improved Player of the Year: 1999
- WTA Newcomer of the Year: 1998
- WTA Comeback Player of the Year (2): 2004, 2018[45]
- Millor esportista femenina ESPY Award (2003, 2013, 2019)
- Millor tennista femenina ESPY Award (2003, 2004, 2009, 2010, 2011, 2013, 2015, 2016)
- Esportista femenina de l'any Associated Press (2002, 2009, 2013, 2015)
- Tennista novell Tennis Magazine (1998)
- Tennista de l'any Tennis Magazine (1999)
- Tennista de la dècada Tennis Magazine (2019)
- Millor esportista femenina de la dècada Sports Illustrated (2009, 2015)
- L'Équipe Champion of Champions (2013, 2015)
- TIME Magazine The World's 100 Most Influential People (2010, 2014)